# ガイキング LEGEND OF DAIKU-MARYU
『ガイキング LEGEND OF DAIKU-MARYU』（ガイキング レジェンド オブ ダイクウマリュウ）は、2005年11月12日から2006年9月24日までテレビ朝日において放送されたロボットアニメ。「ガイキングL.O.D.」や「ガイキングLOD」等（いずれも発音は「ガイキング エル・オー・ディー」）と略称される。制作は東映アニメーション。2006年4月からはBS朝日などで放送開始（詳細なデータは別項を参照）。

## 概要
かつて東映アニメーション（当時社名は東映動画）が制作したロボットアニメ『大空魔竜ガイキング』を原典とし、主役メカであるガイキングと大空魔竜、一部のキャラクター名称以外、人物、世界観、ストーリーを一新した完全オリジナル作品となっている。
本作品からはハイビジョン制作に切り替わった。
放送終了後の2006年には、設定資料や声優・スタッフ座談会・スタッフのコメントなどを収録した公式ファンブック「『炎』ガイキングーLEGEND OF DAIKU-MARYUー　COMPLETE BOOK」が完全予約限定の再販無しで、東映アニメーションオンラインショップより発売された
。
2022年には書籍「EAシリーズ　LEGEND OF ガイキング」が発売され、様々な設定資料がカラーで掲載された。

### 企画
2003年の始め、脚本の三条陸のもとに東映アニメーションから「ガイキングのリメイクを企画しており、協力して欲しい」と連絡が入る。三条は数日をかけストーリーやメインキャラクターの設定、4話分のプロットがついた企画書を書き上げ、これに中鶴勝祥によるキャラクターデザインがついたものが提出される。
その後1年の間が開き2004年、三条に「東京国際アニメフェア2004に合わせて作るパイロットフィルム」についての連絡が入る。三条は大塚健とともにパイロット版の製作を行い、パイロット版『大空魔竜ガイキングNEO』（だいくうまりゅうガイキングネオ）が公開される。キャラクターデザインは中鶴勝祥、ダイヤ役は桑島法子、監督は古賀豪が担当した。
その後さらに1年の間が開き、2005年11月よりテレビシリーズがスタート。企画スタートから放送までは僅か3か月であった。
なお、テレビ朝日・東映アニメーション共同製作によるテレビアニメとしては本作が初のハイビジョン製作作品となり、本作で後期オープニング原画を担当していた金田伊功は、アニメ作品では本作が遺作となった。

## あらすじ
中学生の少年ツワブキ・ダイヤは卓越した運動能力を持ちながらも、周りの人たちからは【怪獣小僧】と罵られ変人扱いされていた。5年前、ダイヤは父と小型船で海に出て、洋上に燃え上がる黒い炎を目撃。その中から現れた巨大な怪獣によって父や船員たちは海中に沈められてしまった。ダイヤにも怪獣が迫るが、その時、巨大な機械の竜が出現し、ダイヤを守ってくれた。しかし生還したダイヤのこの話を誰も信じなかった。それでもダイヤは来るべき日に備え、トレーニングを重ねていた。
そして、ついにその時が来た。ダイヤの住む町に、あの時と同じ怪獣が現れた。そしてダイヤを助けた巨大な機械竜も姿を見せる。竜の名は「大空魔竜」。魔竜の頭が飛び出し、それを胴体としてスーパーロボット「ガイキング」が完成。ダイヤは大空魔竜に乗っていた少女「ルル」の導きによってガイキングのパイロットとなり、怪獣を撃破する。大空魔竜の船長「キャプテン・ガリス」から地上世界を狙う勢力「ダリウス軍」の存在を知らされたダイヤは、母と友に別れを告げ、異世界ダリウスへと旅立つ。地上を守るため、そして怪獣に攫われたと思われる父を救うために。

## 登場人物

### 大空魔竜隊
キャラクターの名前はほとんどが『大空魔竜ガイキング』から取られており、役柄も元のキャラクターと似ている。
ツワブキ・ダイヤ
声 - 田中真弓（タイトルコールも兼任）
本作の主人公。13歳。ガイキング（大空魔竜）に選ばれた少年。大空魔竜乗員番号47番。漢字で書くと石蕗 大哉（つわぶき だいや）。5年前に海で大空魔竜に救われ（父親はその時行方不明になった）、それ以来いずれ現れる怪獣（ダリウス軍の鉄獣、魔獣等）と戦うために体を鍛え続け、陸上選手の記録すら打ち破る体力の持ち主となった。しかし周囲からは「怪獣」のことを信じてもらえず、逆に「怪獣小僧」と呼ばれて敬遠されていた。そして、危惧していたダリウス軍の襲来に際しガイキングに乗り込みこれを撃破。その後ルルの誘いに乗り、父を助けるために大空魔竜のクルーとしてダリウス界に赴くことになる。
性格は非常に前向きで努力家、心優しき熱血漢だが、逆に思い込んだら一直線な性質がトラブルの種になることもある。また優しい性根と責任感が災いして追い詰められると脆さを出してしまうこともあり、37話でのダイヤの父によるとリトルリーグの投手をしていた時にはデッドボールを恐れる余り、押し出して負け投手になった過去がある。
胸に秘めた炎は大空魔竜クルーの中で最も強く、ガイキング搭乗時には黒髪がオレンジと赤の2色になる。最終話では意志を持つ黒い炎と化したプロイストを自身の炎の力で大空魔竜のブリッジから追い出し、その時も髪の色が変わった。人より3倍（たまに5倍）飯を食い、絵も極端に下手で、更に最低のネーミングセンスを持つ（「カニキング」「カイキンク」などが彼の発案）。父の指導によりサバイバル技術は高い（修行のため山ごもり等でその技術は遺憾なく発揮されている）。6話ではまだ知らない事ばかりの艦内で様々な班の手伝いをしてその努力を認められ、（クルー同士の腕相撲勝負に勝った）シズカの希望で整備士見習いとして働いている。
同年代のルルに淡い恋心を抱いているらしく、彼女と親しいディックが帰って来て以来、どこか嫉妬心のようなものを持ちそのことでトラブルを招くこともあった。
38話でようやく父親との再会を果たし、その後プロイストの決戦に臨みこれを倒したが、最後の最後で甦ったプロイストの暴走・自爆を大空魔竜のブリッジから叩き出すことで阻止した。
決戦後ダリウス人の安息の地を探し宇宙に旅立ったルルたちと一度別れ、その後は修行三昧の生活を送っていたらしい。そして5年後、たくましく成長しルルを助けるべく再びガイキングに乗り込む。
ハヤミ・ナオト
声 - 進藤尚美
ダイヤの親友。極度に気弱な性格な眼鏡の少年。「怪獣小僧」と陰口を叩かれるダイヤの言動に半信半疑だったが、友人として彼をとても大事に思っている。3話でダリウス界へと向かう大空魔竜を岸壁から見送った。格闘ゲームの腕前は「癖のあるキャラを使っても楽勝で勝てる」ほど下手（ダイヤ談）。魔竜が来る以前からそれ絡みで周囲から警戒され、ダイヤ達が一時地上に帰還してからも幾度か危険に遭遇している。32話で半年振りに再会したが、ダイヤと一緒に地上に来たピュリアのことを若干怖がっている。
行きがかり上大空魔竜に乗り込むも、ゾルマニウムを持てない、料理を焦がす、三バカに内緒で乗せて貰ったバンザを暴走させてしまったり（バンザは炎の力が無ければ動かすことはできない）と失敗ばかりだったが、偶然医務室で出会ったロンゴと知り合い、二大魔竜との戦闘での傷が悪化し倒れた彼の代わりに咄嗟の判断で大空魔竜の舵輪を操った。この際に強い炎の力を目覚めさせたのを契機に、ルルによる判断と共に離脱を余儀なくされたロンゴからバンダナとグローブを、ダイヤからグリッターを受け取り、48人目のクルーとなる。メカニックにも詳しく、38話ではサコン等と共にダリウスコア奪還と一般人の救助を手伝った。
5年後はたくましい青年に成長。ピュリアと親しくなっていた。
ルル・アージェス
声 - 川上とも子
13歳。大空魔竜のナビゲーターで、ガイキングの合体、戦闘ナビゲーションも務める少女。乗員番号7番。5年前、幼かったダイヤの資質を見抜いた。彼女のみ邪悪な黒い炎を察知する能力がある他、キャプテンガリスも20話にて絶大な信頼を置くほど占いを得意としており、本編終了後のおまけコーナー「ガイキング占い」でメインで出ている上、21話にて本編で絡んだこともある。折り紙も得意。発想に優れており、ガリスが動けなくなった13話ではローサ等が驚くような戦法を考案したりもする。
性格はかなり活動的で、胸を触った成人男性を投げ飛ばすなどそれなりの体術も身につけている模様。子ども扱いされることには激しく反発する一面も持ち、胸囲に関しては年かさにしてはかなり大きい方らしい。24、25話での大空魔竜アイドルコンテストでは見事アイドルの座を射止め、自らの歌白いリボンを披露。
27話で自分の実父がガリスであることを知ると同時に、プロイストの洗脳によって彼を母エルトリカの仇と思い込み、操られるままに殺そうとするが、ガリスが自分をかばったことで真実の記憶を取り戻す。そのことで一時大空魔竜を降りることも考えたが、父から大空魔竜艦長を託され2代目キャプテンに就任。その証として髪をショートカットに切り、コスチュームもローサの服に似た衣装（色はピンクベース）に一新する（30話）。
同年代のダイヤを意識している様で、彼にデートに誘われ赤くなったり、励ますときも「勝って、もう一度私をデートに誘って! （7話）」などと言ったりしている。しかしディックにキスをされた過去があり、彼のことも意識しているなど優柔不断気味。終盤の34話ではディックに連れられて二代目艦長ながらパーティーを抜け出して二人でデートをしたりしてるなど最終的にはディックを強く意識していた。37話でディックが死亡したかと思われたことで一時呆然自失となってしまうがローサの激励で立ち直り、キャプテンとして勝利を収める。
5年後、肌色こそ地球人と同じだがダリウス人らしい文様が浮かんだ姿となり、またもや衣装を一新、髪型もツインテールとなった。ダリウス人の移住を妨害するゼーラの門付近の凶暴な宇宙怪獣「宇宙大怪獣トリプルイーグル」らを迎え撃つため、ダイヤに助力を頼んだ。
「アージェス」は「ANGEL」から取られている。
6話のガイキング占いで「犬も私に気があるのかしら」と言ったことがきっかけで、脚本担当の長谷川圭一に驚かれ、長谷川圭一が主にルルがメインとなる回を担当したものの「性格が腹黒くなった」と言われている。14話ではローサの日記を勝手に読んでいた。最終回アフレコ後の打ち上げでルル役の川上とも子は「ルルは黒くないもん!」と絶叫していた。声優座談会によると、元々は「目の色は海のような神秘的な美少女」というイメージだったが、声優陣からも色々な出来事から「黒い」と沢山言われた。長谷川圭一は「黒くするつもりはなかったが神秘系不思議ヒロインだった筈のルルが、妙に腹黒に。ディック参入により黒さは加速し、当初の予定を大きく逸脱した真っ黒い子に成り果てた」と振り返っている。
キャプテン・ガリス
声 - 大川透（一部のオープニングナレーションも兼任）
大空魔竜艦長（キャプテン）で乗員番号1番。元ダリウス軍の科学長官で、本名はドーベル・アージェス。地上侵攻政策に反対し、密かに大空魔竜をはじめとする三大魔竜を建造し、軍に強制的に協力させられていたサコン、ダイモン、フランクリン、エルトリカを助け共に脱走し、大空魔竜のキャプテンとして彼らを率いる。
エルトリカは身重だったこともあり、彼女と産まれて来るルルのため、一時安全な所に住まわせることとなる。久方振りに二人に会いに行った所でプロイストに妻を殺され、娘であるルルの心を傷つけてしまったことを悔やみ、常に仮面を身に着けるようになる。
趣味は帆船の模型造り。基本的に冷静沈着で、女性に対しては子供でも紳士的に対応する。同時に熱い心を併せ持ち、ダイヤには期待を寄せる。仕草や行動が彼の父親に似ていたため、ダイヤも一時は艦長が実父ではないかと思っていた。艦長としては有能かつクルーの信頼も絶大な物があるが、ユーモアに溢れており、時々突拍子もないことを言い出しては、副長を始めとしたクルーを唖然とさせることがある。武器は伸縮が利く携帯用の棍で、人間大のハイパー鉄獣エルカゲスと互角以上に戦う腕前を持つ。
スカルハーケン投棄の余波からルルをかばった時に地面の破片を背中に喰らい大怪我をし、長期戦線離脱を余儀なくされた。その戦闘指揮の手腕はディックの父ロバーツや、プロイストなどから一目を置かれるほど。38話でブライ、シオンと共に赤いゼルガイヤーに乗艦し、大空魔竜の増援と現れる。
戦いが終わった後、正式に艦長職をルルに譲り自身は「仮面の科学者プロフェッサー・ガリス」とでも名乗ろうか、と冗談めかしていた。あえて仮面を外していないままなのはローサが仮面を気に入っているかららしい（どこまで本気かは不明）。5年後は大空魔竜が戦闘中にもかかわらずブリッジにおらず、自室で船の模型を作っていた。
仮面はかなりの種類を持っており、17話では外出用の物も着用。16話のガイキング占いではオヤジギャグにも似た寒いギャグ（?）を披露した。
ローサ・ベルニコフ
声 - 半場友恵
大空魔竜副長。乗組員からは規律に厳しいことで恐れられている。眼鏡の似合う知的な美人だが、怒るとガリスですら逆らえない。乗員番号11番。シズカとは個人的にも親しいようで、ダイヤのことで相談したりしている32歳。婚期を逸しているとも言われるが、面と向かってそれを言える強者は魔竜クルーには存在しない。元物理学者で、地殻空洞説を学会に発表し世間から白眼視され、ガリスにクルーとして遊園地でスカウトされた過去を持つ。
いつも持っているのは閻魔帳ではなく日記であり、ストレス解消の一環である。内容は事細かく綴られており、「ダイヤが入って以来食料の減りが激しい」「ガイキングの損耗が激しく補給がきつい」等、気苦労がうかがえる内容が書かれている。ガリスにスカウトされたときのことを「遊園地で白馬の王子様に出会った」と記しており、乙女チック。
遊園地フリークで、メリーゴーラウンドなどのアトラクションに乗りつつ、ボリューションプロテクトのための力学計算などを行っていた。子供の頃は物理学者のほかに、アイドルになることも夢見ており、大空魔竜のアイドルコンテストの際には自ら立候補している。普通のアイドルは無理があると思ったのか、演歌アイドルに転向などしたが結局その座はルルに譲った。
ガリスやルルが戦えない時は彼女が大空魔竜の指揮を取る。ネーミングセンスはダイヤと同等。38話で戦意喪失したルルに叱咤激励をし立ち直らせた。そしてその時通信したガリスを再び白馬の王子と称し彼に対して恋愛感情があることも匂わせている。5年後は彼女も髪形をショートカットに変えた。ガイキング占いではカラオケで96点を取っている。
ピュリア・リチャードソン
声 - 木内レイコ
大空魔竜艦載機スティンガーのパイロット。15歳。衣装はパーティドレスを含めて全てヘソ出しファッション。乗員番号23番。出会ってからしばらくの間は、ダイヤは彼女の名前を「リチャードさん」だと思っており、そう言われると怒っていたが、8話にてフルネームを覚えてもらい名前で呼んでもらえるようになった。
目の前で魔獣に父親を殺されており、ダリウス軍に対して深い憎しみを持つ。
男まさりの姉御肌で、ヤンマ、ハッチョ、ブビィの姉貴分であり、彼らが二度と泥棒や悪事をしないよう約束させた。ダイヤ曰く「女の欠片もない」「バストがシズカさんの半分も無い」。腕っぷしはかなりのもので当初ダイヤに腕相撲で勝利したほど。
元ガイキングのパイロット候補で、当初はガイキングに選ばれた快男児ダイヤに対し、羨望や嫉妬心もあって快く思っていなかったが、6話にて大空魔竜内で下働きを頑張る姿や8話にて病気をおしても出撃する姿などを見て次第にその行動力や覇気を認める。12話にて絶体絶命のところをダイヤに助けられた際には自分の嫉妬心を吐露した。13話ではそうした嫉妬心についてダイヤにはまだ父が生きているかもしれない希望があることも理由だったと述べつつ、そうした自分の行いを反省した。その後も相変わらずダイヤとのケンカは絶えないながら、同時にほのかな想いを抱いており、21話や39話でダイヤとルルが仲良さげな姿を見て渋い顔をしたり、32話でダイヤと二人で漂流することになった際には恥ずかしがったりしていた。
24・25話ではリミテーションシンドロームになった結果アイドルコンテストにノリノリで名乗りを上げ、「GAIKING」を熱唱して人気を集めつつハードロック系アイドルを目指したが、ルルにその座を明け渡す。
ナオトのようなタイプは「見てるだけでも駄目」で「シケたツラ見てるとイライラする」らしいが、38話で頑張るナオトを見て見直す。全てが終わった5年後はダイヤの故郷にてダイヤやナオトと一緒共に行動しており、ナオトと仲良くなっているが本人的には「背は高くなったからってまだまだあたしはあんたの姉御」とのこと。髪型は腰の下まで伸びた金髪のロングヘアーで5年の間にシズカにも負けないほどのバストを身につけたが、男勝りの姉御肌は相変わらずで女学生のために不良を追っ払っている。修行を終えて帰ってきたダイヤには挨拶代わりに不意打ちしようとしたが、さすがに体格も立派になったダイヤにはかなわず返り討ちに遭い海に落下した。
21話ではピュリアちゃん占い（ガイキング占いのピュリア版）の司会、27話から29話では戦闘不能でガイキング占いの出来ないルル対策の代替コーナー「ガイキングクイズ」の司会を務めた。
「GAIKING」CDジャケットやキービジュアルポスターやうちわなどではダイヤやルルと共に3人で映っており、ダブルヒロインのような扱いをされている。
初期設定では11歳（2001年）の頃に、飛行機乗りの父と共に魔獣に襲われて父が死亡。ピュリアは大空魔竜に助けられてスティンガーのパイロットになったという。
ダイヤ役の田中真弓は座談会にて「ダイヤとピュリアはいい関係になったと思う。続・ガイキングがあったらリーと女豹みたいになっちゃう」と願望を述べている。
リー・ジェンシン
声 - 草尾毅
大空魔竜艦載機サーペントのパイロット。18歳。乗員番号14番。漢字で名前を書くと李 剣星（りー じぇんしん）。中国系の孤児で中国拳法「真龍拳」の達人。性格は軽く、常に飄々とした様子の青年。以前は弟分シンを目の前で失ったこともあり、他人とあまり関わろうとせず一人だけ浮いていた感もあったが、ダイヤを仲間と認めた後は色々アドバイスするようになり、人間関係に対してもやや積極的になる。
ダイヤに中国拳法の型を指南しており、それらは後にガイキングの必殺技「真龍ハイドロブレイザー」として実を結ぶ。19話で結成された艦載機のチーム「コンバットフォース」のリーダーとなった。
好みのタイプは「大人の女性」で、アイドルコンテストではローサ副長に肩入れしていた。16話ではなりゆきでダリウス軍四天王のヴェスターヌを助けることとなり、高潔で真面目な性格のヴェスターヌに「とことん信じてみればいい。自分で何かに気づくまでは」と言葉をなげかけた。
31話で自らのトラウマを克服し、バルキングのパイロットとなる。その後、大空魔竜が地上に行った後はダリウス界に残り、和解したヴェスターヌと共にバルキングで戦闘。次大帝プロイスト率いるダリウス軍を見限った彼女が仲間に加わってからは、ヴェスターヌから軽薄に見えて義に熱い性格を好かれて恋人関係になっており、38話でヴェスターヌに助けられた際には「浮気とかできそうにないね」と冗談を述べている。
銃の腕は大空魔竜のクルーでナンバーワン。38話ではキングダリウス18世（プロイスト）を倒すため命を捨ててガイキング・ザ・グレートの合体を成功させようとする決死の覚悟を見せた。5年後もバルキングに搭乗し、宇宙怪獣と交戦していた。
ガイキング占いではヴェスターヌとかなり関わったネタで登場する。最終回一つ前の「ガイキング占い」では2人ともパジャマでTVを見ている絵が出てくる。
ディック・アルカイン
声 - 鈴木達央
17話より登場。右目に眼帯をした男（失明しているわけではない）で乗員番号44番。決め台詞は「バッドラック!(Bad Luck!)」。乗員番号も死を意味する44番で、一部のクルーからは「死神」と呼ばれ恐れられる。大空魔竜艦載機キルジャガーのパイロットだったが、乗っ取りを企てガリスと賭けをし敗北。下船して空中都市ザンガイルに身を潜めていたが、ディックの強さを認めていたガリスの意向もあり登録は消されていなかった。ダリウス軍との戦いが激化する中で戦力不足を痛感したガリスの意向もあって再勧誘されてザンガイルでダイヤとルーレットの賭けを行うが、アクシデントもあって勝負はダイヤが勝利。敗北を認め大空魔竜に再び乗艦する。白兵戦では長剣を使用。
幼少の頃からとても勘が良く、8歳でチェスの世界チャンプになる程だった。母親が父ロバーツに追い出され、ロバーツが再婚を繰り返すのを見て反発。父親が嫌いなギャンブルにのめり込むが、連戦連勝で虚しさを感じていた時期にダリウス軍と遭遇、大空魔竜、そしてルルに助けられた。無類のギャンブル好きで、賭け事の類なら負け無しの強運と勘の良さを持っており、一方でイカサマの類は激しく嫌う。
自分に賭けで勝ったダイヤを名前かミスターあるいはミスター・ガイキングと呼ぶ（ノーザのこともミスター・ノーザと呼んだ）が、これは彼なりの敬意の印のようであり、互いに一目を置いている。前述の通り父親に対して確執があり、父を助けようとしているダイヤに突っかかることもあった。
女性に対しては非常に紳士的で、プレゼントなどの社交辞令も欠かさないので一部を除き女性クルーからの人気は高い。また絶対に女性に対して暴力を振るわず、ピュリアが殴りかかった時は無抵抗で殴られるままになっていた。ただし例外としてプロイストは女性と認めておらず、26話で一瞬プロイストは怒りかけた。チームワークをあまり重視せずスリルを求める姿勢や軽薄な姿もあってピュリアやローサからの評判は非常に悪い。
初対面のときにルルに怪我の手当てをしてもらい、それ以降彼女の苗字「アージェス」に引っかけて天使（エンジェル）と慕い彼女に惚れこんでいる（一度彼女が大空魔竜から降りようとした時は自分も付いて行こうとしたほど）。過去に事故でルルにキスをしてしまったことがあったらしいが、ルルもそこまで嫌がっていない。34話ではルルを誘い、ルルも乗り気で彼女とデートしたこともある。37話ではカジアーツ氷原の戦いにてファイナルドボルザークの頭部パーツの攻撃からキルジャガーでツワブキ父子を庇う。しかし、運悪くコクピットに当たってしまい、死を悟った彼はルルをダイヤに託し「グッドラック!(Good Luck!)」の言葉を最後に爆発の中に消え、ルルは一時呆然自失となるほど落ちこんでしまった。
最終話でダイヤはルルに「ルルの夢を守ってやってくれと頼まれた」と話していたが、ディックは大空魔竜内で早急に治療を受けたため、幸運なことに命は取り留めており、宇宙に旅立つ大空魔竜を見送っていた（39話）。
ガイキング占いではクールな性格とは言えないキャラクターになっている。
三条陸曰く、イメージはパイレーツ・オブ・カリビアンのジョニー・デップ演じるジャック・スパロウで名前も「デップ＋ジャック」から。13話までで大空魔竜の人間関係が完成したため、あえて和を乱す「危険な奴で味方だが快楽のためには何をするか分からないやつ」になった。
ダイモン
声 - 大友龍三郎
大空魔竜機関長。乗員番号3番。52歳。昔は大空魔竜の機械関連を一手に引き受けていたようだが、現在は艦載機についてはシズカに一任しているようである。クルーからは「ダイモンじいさん」と呼ばれる。艦長職に憧れている。ダリウス軍に機械関連で協力させられていたところをガリスに助けられ、以後メンバーに。
昔、流しのミュージシャンをしていたが、小学生の縦笛に負けて挫折した過去を持つらしい（ただし、この時はリミテーションシンドロームという精神病にかかっていたため、真実かは不明と脚本家は述べている）。その過去から作詞や作曲などをこなす才能がある。脱走の時にはバルキングに搭乗していた（28話）。実は本編以前からダイヤのことをルルから聞いており、それゆえ2話で彼の名前を聞いた際にはすぐに反応していた。ガイキングクイズではふんどし一丁の姿を見せる。
フジヤマ・シズカ
声 - 雪野五月
目を前髪で隠したメイド姿の姉御肌機関士。ドックの責任者でもある。漢字にすると藤山 静。乗員番号13番。23歳。クルーでは最も早くダイヤを気に入り、戦士としての心構えや艦内の裏道などを教えていた。
艦内でも随一の怪力の持ち主で、非常に重いはずのゾルマニウム板を数枚、何事もなく、顔色一つ変えず持ち上げ片手で振り回せる（6話）。他にも、重そうなダンベルを通風孔に潜り込んでいたダイヤに向けて投げたり（17話）、片手でドロイド兵を引き裂くなど（31話）、度々その怪力を披露していた。故に男性たちはキャプテンですら反論できない迫力を持つ。
ローサとは個人的にも親しいようで、通信で相談しあったりしている。かなりのナイスバディの持ち主（7話）。普段は前髪で目が隠れているが、設定画によれば細目。アイドルコンテストの際には人気を集める奥の手として“フェイスオープン”と言いつつ披露（25話）。本編ではカットされたがファンブックには作画段階のその綺麗な目が記載された。
元々は名うてのライダーで、学生時代にスカウトされスティンガーの先任パイロットをしていた。サコンとはこの時からの付き合いで、彼にスティンガーの整備やパワーアップについてお願いしていたが、ある日彼が無理をして倒れていることに気付き、以降はサコンの身の回りの世話を焼くようになる（23話）。現在サコンは古女房、ないし押しかけ女房を思わせる関係。サコンが倒れたことを契機にやがて自分を支えてくれる裏方の大切さに気づき機関士に転向。スティンガーパイロットの後任をピュリアに任せており、ピュリアもシズカには頭が上がらない。
戦闘時にはゲッター1のトマホークに似た大きな手斧を2本使用する。アイドルコンテストの際にはセーラー服アイドルになろうとしたが、ルルに及ばないことを悟り辞退する。ナオトのことは「ちょっとタイプかも」らしい。
最終話でダリウスとの戦いが終わり、大空魔竜を降りずに宇宙へついていくことにしたのでサコンに改めて迫っており、5年後にはシズカ本人に似た双子の赤ちゃんをもうけていた。ガイキングクイズでは回答役としてピュリアと共演、37話ではガイキング占いの司会を務めた。監督の細田イチオシのキャラクター。
ロンゴ
声 - 園部啓一
大空魔竜操舵士。乗員番号16番。25歳。日に焼けた逞しい体、ごつい顔に刈り込んだ鬚と、いかにも船乗りといった風貌をした無口な男。大空魔竜の舵は力だけでは動かせず（シズカですら不可能）、彼以外に大空魔竜の舵を取れる人間はいなかった。
同じブリッジクルーのためか、アイドルコンテストではダイヤやディックと並んでルルに肩入れしていた。
31話の二大魔竜との決戦時に左脇を負傷、医務室にて激痛に苦しんでいる所、ばったり会ってしまったナオトに事実を口止めし、操舵をしていたが怪我が悪化して倒れてしまう。その戦闘後、操舵が出来ることが判明したナオトに後を託し、誓いの証として愛用の青いバンダナとグローブを渡す。その後は大空魔竜内のベッドから通信で、ナオトへ操舵に於いてのイロハを教えていた。38話でサコン達の救援に向かうナオトのため、舵に復帰。最終話でも変わらず大空魔竜の操舵を担当している。
ヤンマ / ハッチョ / ブビィ
声 - 竹本英史 / 草尾毅 / 大川透
ピュリアの子分たち。小型戦闘機バンザやカニタンク（クラブバンカー）などを操縦するパイロット。いつも3人一緒に行動しており、「三バカ」と呼ばれている。乗員番号はヤンマ27番、ハッチョ28番、ブビィ29番。元泥棒で、声マネ、スリ、ハッキングなどができるが、ピュリアの子分になってからは封印している。炎の力も3人で一人前の量らしい。ピュリアのことを「姉御」と呼び、ダイヤに命を助けられてからは彼のことを「ダイヤの兄貴」と呼んでいた。ピュリアに散々コケにされるナオトに親近感を抱き（加えて舎弟欲しさに）大空魔竜艦内を案内し、自分たちを「アニキ」と呼ばせる。5年経った後もピュリアと一緒に生活しており、ダイヤたちの住む街で漁師として働き、生計を立てている。
パイロン
声 - 茶風林
大空魔竜給仕長。乗員番号6番。団子っ鼻にドジョウ髭の外見と声で語尾に「〜アル」とつけて喋る。アイドルコンテストではリーを拉致して「ゴミ70kg」として裏取引に使おうとした（曰く「キョーコちゃんを応援しない奴はゴミと同じ」との理由）。この際は不意討ちとはいえ、生身なら艦内でも最強クラスのリーをあっさりと拉致していた。
アベヤ・キョーコ
声 - 前田愛
パイロンの手伝いをしている女性。厨房のアイドル的な存在だが、かなり腹黒。ぶりっ子をして大空魔竜アイドルの座を狙ったが、話し合いの末辞退した。フラフープが特技。
フランクリン
声 - 岸尾大輔
大空魔竜医療班長。乗員番号4番。大空魔竜の再古参メンバーで、ガリスに救われた一人。フランケン顔の強面の大男。ダイヤに良く「フランケン」と呼び間違えられ、その度に「フランクリンだ…」と訂正している。31話にて胸の球体を自ら引きちぎり死の寸前だったノーザを治療してするなど、医師としての腕は確かな様子。
25話のダイモンによれば昔デザイナーか医者を目指すかで悩んだあげく、医者の道を選んだらしい（ただし、この時はリミテーションシンドロームという精神病にかかっていたため、真実かは不明と脚本家は述べている）。今でも趣味として服作りをしている。
ダリウス脱走時にライキングに搭乗したが、その折に顔に傷を負ったらしく顔の傷を触りながら「一度暴れだすと手に負えない怪物だった」と述べていた（28話）。
池澤春菜曰く「若〇さんをリスペクトしてたんだよ」とのこと。
修理班長
声 - 福原耕平
大空魔竜の修理班長。乗員番号15番。フルネーム不明。シズカの雄叫びをダリウス軍の襲撃と勘違いしていた（23話）。
ブリッジ・オペレーターA
声 - 進藤尚美(20話)
大空魔竜のオペレーターの女性。姓名は不明。戦闘時のレーダー索敵などを担当。茶髪のポニーテール。ルルの席に近い方。6話ではダイヤにルルの仕事を解説した。
ブリッジ・オペレーターB
大空魔竜のオペレーターの女性。姓名は不明。戦闘時のレーダー索敵などを担当。金髪。ルルの席から遠い方。
サコン
声 - 田中秀幸
本名サコン・シロウ。乗員番号2番。35歳。本編当初より大空魔竜の閉鎖ブロックに篭り、大量の本に埋まりながら姿を見せなかった謎の科学者であり、ダイモンやフランクリンと共に最古参メンバーの一人。クルーには「先生」と呼ばれる。
大空魔竜の危機に際して数々の妙案を考案し、救ってきた。引き篭もり気味で外にはなかなか出ない（閉鎖ブロックにいるのも単に外に出たり世話を焼かれたりするのが嫌だからである、強固にしているのは実はシズカ対策）出不精の割りに、知的な雰囲気の整った顔立ちのスリムで格好良い男（俗に言う「イケメン系」）。
研究に打ち込みすぎて過労死寸前になることもあり、シズカに色々面倒を見てもらっているが、先述のように本人は多少辟易気味（同時に感謝もしている）。ダリウス軍に協力させられていたところをガリスに救われクルーになる。脱走時にはガイキングを操縦していた（28話）。決戦後シズカに迫られ観念したのか、5年後は彼女との間に、シズカにそっくりな双子をもうけることとなる。

### 大空魔竜隊を支える人々
ダイヤの父
声 - 大川透
海洋学者。本編前日の数年前海へ出たときに怪獣（ダリウス軍の鉄獣）に襲われ、消息不明だった。その知識を利用せんとしたダリウス軍に捕らわれていると思われていたが、実はダリウス大帝直属の仮面科学者「ドクター・ツー」として箱舟計画に協力していた（偽名と仮面は身元を隠すためのダリウス17世の配慮である）。
息子ダイヤにサバイバルの知識を叩き込んだ張本人で、またダイヤの所属するリトルリーグの監督をしていたこともある。その境遇のために、ドクターワンからツワブキと呼ばれることはあまり良しとしない。ダリウス17世と共にダイヤ等にダリウスコアの制御キーを渡そうとし、プロイストに捕まるも、38話で無事救助されダイヤとの再会を果たし、最終話では地上に戻り改めて箱舟計画に協力する。なお、妻とともに作中ではついにフルネームは明かされなかった。
ダイヤの母
声 - 半場友恵
父は必ず生きていると信じて疑わず、周りから変人扱いされる息子を暖かく見守り、旅立つ彼をナオトと共に見送った。漁業組合に務めており、魚港で働いている。ダイヤが旅立った後は地上での大空魔竜支援組織NEXからダイヤの活躍を教えてもらっている。最終話では空港で夫と息子に再会。5年後も健在である。
有名な科学者である夫が、海の生物をとったり潜ったりして研究するときに乗った船で、知り合ったという。
ブライ
声 - 宗矢樹頼
数少ないダリウス人の大空魔竜の支援者。ダリウス大帝が地上侵攻を目論んでいるという真実を知っており、大空魔竜に武器や食料などを運ぶ。38話で赤いゼルガイアーで艦隊を率いて大空魔竜の救援に訪れる。
シオン
声 - 野中藍
ブライの娘。13歳。ダリウス軍に潜入し、反乱の機会をうかがっていた。21話で軍の鉄獣や戦艦を奪い、大空魔竜と合流しようとするが、それ自体がプロイストの罠で危なく殺されるところだった。ブライやガリスと共に38話で大空魔竜の救援に訪れる。
シンバ
大空魔竜支援者の一人。
チェリー
声 - 乃村健次
ダリウス人で大空魔竜を支援しているNEXの部長。通常は変装用のマスクをつけており、地上では「倉田」と名乗っている。元は無限艦隊所属の戦闘機パイロットだったが、ダリウス皇帝の政策「ドロイド配備条例」に伴いリストラされてしまった過去を持つ。
地上でナオトやダイヤの母に近況を伝えており、プロイストとの戦いを経て32話で偶然ダイヤとピュリアが地上に戻って来た時、ナオトを引き合わせた。携帯の着信音は「GAIKING」。NEXがダリウスに付いたことにより大空魔竜に一時乗り込んだが、アメリカ海軍の船で降りた。
地上人への変装時のキャラクターデザインはプロデューサーの櫻田博之を元にしている。
ベン
声 - 竹本英史
チェリーの部下でNEXメンバーの一人。地上では「芝」と名乗っている。チェリー同様NEXの裏切りで大空魔竜に乗り込んだ後、アメリカ海軍の船で降りた。
地上人への変装時のキャラクターデザインはアシスタントプロデューサーの鷲田正一を元にしている。
シズカの母
声 - 小山茉美
シズカの母親。かなりの資産家のようで、家は和風の造りでかなり大きい。シズカが異世界にいることを知っている。
担当声優の小山は『大空魔竜ガイキング』にヒロイン「フジヤマ・ミドリ」役で出演していた。
ジャン
声 - 平田広明
ダリウス人で自称冒険家。大空魔竜をハイジャックして地上に行かせようとしたこともあり、大空魔竜のクルーやルルは彼に不信感を持っていたが（このときルルの胸をうっかり触ってしまい彼女に投げ飛ばされた）、本来義賊のような面もありダリウス軍から物資を盗み、一般の人に分け与えていた。38話でピンチだったダイヤを愛機のレシプロ（複葉の水上艇）で救い、ダイヤの父を大空魔竜に無事送り届けた。なお、結局ダイヤとの約束どおり、地上に行って寿司を食べたかどうかは不明。
エルトリカ・アージェス
声 - 豊嶋真千子
本編ではすでに故人。ルルの実母でガリスの妻。彼女も元々地上人で科学者でもあった、ガリスと共にダリウスから脱走しルルを産む。その後孤島でルルと生活していたが、プロイストからガリスを庇い射殺される。
ロバート・アルカイン
声 - 柴田秀勝
NEXの会長。ディックの父親で、古くから大空魔竜に協力していたものの、ガリスが戦線離脱したことを聞いてダリウスに加担することを選択。冷徹な人物で、家族を自分が伸し上がるための駒程度にしか見ていなかったとディックに評されているが、ガリスという男は高く買っていた。
ディックに対は蛇蝎のごとく嫌われていたが、大空魔竜への投資の一環でキルジャガーの新ブーストシステムをつけているなど協力している他、自分が用意した鉄獣をディックが撃破する姿を見て笑みを浮かべているなど、彼を気にかけている様子でもあり、ディックが次大帝プロイストとの戦いで瀕死となった際には偶然にも地上で「息子よ」と内心つぶやいていた。
公式サイトでは「ディックは母の愛を求め、父とすれ違ったが故にスリルに走った」と評されている。

### ダリウス軍
ダリウス17世
声 - 大友龍三郎
異世界ダリウスの支配者で、身長数十メートルに達する鋼鉄の巨人の姿で現れる正体不明の人物。16世の代までは一貫して人類と地上への不干渉と移民計画を重んじていたダリウスであるが、当代になって地上侵略に切り替えた。これは環境破壊や戦争などを繰り返す地上人に、見切りをつけたせいだと後に17世は語っている。実子であるプロイストには親心ゆえかなり甘い所も見せる。絶対的権力を持つ独裁者ではあるが、一方でダリウスの民全ての平和と繁栄を考えており（ここが選民思想の強いプロイストとは正反対である）、ドクター・ツーことダイヤの父に公務を口実に息子との再会の場を設けるなど情に深い一面も見せている。
「ゼーラの門が開いた」（移住可能な惑星を発見した）ことを知り、プロイストやダリウス人民のため、他の星に移住する計画箱舟計画を極秘で進めていたが、プロイストは地上征服・地上人抹殺計画であるFDオペレーション以外の選択肢を認めなかった。その暴走を止めるべく大空魔竜クルーにダリウスコアの制御キーを譲渡しようとするがその時現れたプロイストが逆上・暴走、その意志に反し彼女の手によって命を落とす。
普段の巨人の姿は、王の居城であると同時に最強兵器である"超巨人キングダリウス17世"であり、その内部に居住空間や箱舟計画の研究所などを収納していた。
最終回ではその真の正体はゼーラ直系のDNA統率者で、彼とプロイストを含む、歴代のダリウス大帝全てがダリウスの民を見守るために造られた存在だったことが明らかになる。人としての大帝の体に埋め込まれた大型のフレイムグリッター状の機器には、初代から全ての大帝の精神が封じられており、大帝を継ぐ者はこれを受け入れた時点でそれまでの大帝全員と精神を融合させることになる。肉体が死んだ後、最後の力を振り絞ってプロイストとの精神融合をサコンに懇願するも、自分も器に過ぎなかったという事実を受け入れられず完全に逆上したプロイストにより精神の入れ物を破壊され、内部に保全されていたであろうその精神も失われた。
演者は独裁者ということで「性別を超えた感じの高い声」で演じた。この話をスタッフが聞いたことが、次大帝プロイストのキャラクター設定にも大きな影響を与えた。

#### ダリウス四天王
四天王のネーミングの由来は、東西南北の英語読み。
ノーザ
声 - 岸尾大輔（現・岸尾だいすけ）
ダリウス四天王の一人で北方将軍。19歳。巨人師団司令官。右頬に傷がある剣の達人で、自らの身長よりも巨大な剣を軽々と振るう。ダイヤに「狼のような眼をした男」と言わせるほどの闘争心を誇る。当初の愛機はノーザ・ドルマン。後にバレオンに乗り換える。騎士道精神を持ち合わせているものの、高慢で、自らに勝てるものはいないと自惚れと自信に満ちていたが、度重なるガイキングとの決闘で敗北後、降格処分され、プロイストが次大帝として正体を現してからはその指揮下に入る。
貴族出身と思われていたが、実はプロイストの生体細胞をクローニングした生体予備パーツであり、記憶操作されていた。裏切り防止のため、胸には鉄球型の器官が埋め込まれており、プロイストの意に沿わない行動をした場合には激痛を与えられる。また、鉄球を取ると生きていけない。
真実を知った後は性格が若干柔らかくなり、嫌っていたサスページすら励ましたりもしていた。この頃には自分を一人の人間として見てくれるダイヤとの戦いに執念を燃やしており、味方であるプロイストの攻撃から彼を守る程であった。しかし、それが原因で幽閉された後、プロイストに洗脳されてライキングで出撃。ダイヤの「真龍拳 烈火破砕掌」で正気に戻り共闘、死を覚悟して鉄球の呪縛を打ち破る（30話）。その後、フランクリンの施術によって一命を取りとめ、ライキングの正パイロットとして大空魔竜と共に戦う。
38話では、プロイストと決着を付けるため生身での一騎討ちを挑み、かつて自身との戦いでダイヤが見せたそれを髣髴とさせる闘志をもってこれに勝利する。決戦後、己を弄んだプロイストへの復讐を成し遂げて虚脱するも、ケインの諫言により再び生きる意志を再燃、移住計画に協力する。
ヴェスターヌ
声 - 進藤尚美
ダリウス四天王の一人で西方将軍。22歳の美女。鉄獣兵団司令官。元ダリウス軍随一の特殊工作員で「ダリウスの雌豹」と呼ばれていた。ダリウス17世への忠誠心は四天王随一で、高潔な軍人でもある。後に軍総司令官になるが、それはプロイストの時間稼ぎのための策だった。四天王の中ではじめて、大空魔竜のクルーであるリーと直接の接触をしている。次代帝となったプロイストから格別の寵愛を受けているが、彼女自身は非道な策を多用するプロイストを内心良く思っていない。
武器は主に手首に装着しているビームウィップなど。プロイストの策を妨害したことで幽閉されるも、プロイストに黒い炎の洗脳を施され、大地魔竜を操って大空魔竜と戦う。が、魔竜はリー率いる白兵戦部隊によって占拠され、彼の真龍拳を受けて、その腕の中で正気を取り戻す。ドボルザークの姿を見て、己の過ちを既に悟っていたことを涙ながらにリーに告白し、彼にバルキングを託した。以後は大地魔竜の艦長となり、大空魔竜と共に戦う（大空魔竜が地上に行った時はダリウス界に残って、リーと共にダリウス軍と戦っていた）。
最初にリーに助けられたことから彼のことを気にかけており、大地魔竜の艦長となって以降は良い関係となっていた。第38話ではリーがダイヤのために死ぬ気だと一瞬で看破し、助けに入ってすんでのところで無事彼を救出。最終決戦後、異世界全体に真実と移住計画の宣言を伝える。
サスページ
声 - 田中秀幸
ダリウス四天王の一人で南方将軍。23歳。魔獣軍団司令官。無形態スライム「ブルル」を飼う。妖艶な姿をしており、性格は非常に陰険で卑劣、かつ卑屈。またヒステリックな一面も持ち、ことあるたびにブルルを握りつぶしたりしている。男だが女性的な口調で、戦闘よりも策略に長けている。派手な外見によらず家は貧しく、一兵卒から自身の能力や策謀を使いつつのし上がり、司令官の地位を獲得した叩き上げの軍人である。そのため出世のためなら手段を選ばず、他の四天王からは警戒されていた。
次大帝プロイストが正体を現した時に真っ先に忠誠を誓うが、プロイストからはあまり信用されておらず、軍に自分の居場所が無くなることを恐れていた。そして、二大魔竜を手に入れたプロイストの発言で彼女にも疑念を持ち、彼女を謀殺することを決意。その後ノーザ、ヴェスターヌを次々と陥れ、さらには命がけの芝居で忠誠心をアピールしてプロイストの信頼を得てバルキングで出撃。途中までは思惑通り進めるも詰めを誤り、プロイストによってリモートコントロールされてパイロットスーツを脱げなくなってバルキングのエネルギー供給源にされた挙句、最期はガイキングに敗北。炎の中で自らがダリウスの王となる妄想の中で狂気の笑みを浮かべつつ燃え尽きた（29話）。しかし、誰も彼の死を弔う者は無く、唯一ブルルだけが彼の墓標代わりに見送っていた。一人称は「僕」。
プロイスト
声 - 竹本英史
ダリウス四天王の一人で東方将軍。無限艦隊の司令官にして機械兵士ドロイドの指揮官。金属製の仮面を被り、鎧をまとった正体不明の怪人物。四天王の中では最も冷静で、熱くなるヴェスターヌを諌めて軍を引かせたこともある。他の四天王からはドロイドだろうと思われていたのだが、実はダリウス大帝の直属の部下であり、査察の任務を帯びていた。39話でも次大帝プロイストの治療用スーツとして一時的にこの姿で登場しており、その鎧のパーツは彼女の墓標代わりとなった。一人称は「私」。
演者の竹本は当初ガリスかプロイストの正体がダイヤの父だと思っていたと振り返っている
次大帝プロイスト
声 - 池澤春菜
18話から登場した、プロイストの正体。ダリウス大帝の実子で、その後継者という立場とガイキングを一度は倒した功績をもってダリウス四天王の統率者、つまり、ダリウス全軍の司令官に納まる。見た目は美しい女性だが、本人は自分のことを「性別を超越した存在」と語る。一人称は冷静な時は「私（わたくし）」、戦闘時および興奮した（怒った）時は「俺」または「俺様」。
体から噴出す黒い炎を発生させたり、飛翔も可能など様々な超能力を持つ上、完全に人間レベルを超えた身体能力も有した恐るべき戦闘力を誇り、死神のような鎌を武器とする。その黒い炎は、ガイキングパート3を上空高く弾くほどの威力を誇っていた。黒い炎による催眠術の類も使え、ルル、ノーザ、ヴェスターヌを操って利用した。
仮面を被っていた時と違い、豪快な作戦を良く使う。大変なほどに冷酷非情な性格で、勝利のためなら味方や民衆をも平然と犠牲にする。大帝の継承者、生まれながらの王と自らを呼称し、異常なほどに自尊心が高い。優秀で美しく自分に従順な人材を好む反面、一般人民や兵士を愚民と称し、切り捨てることも辞さない極度の選民主義者（このあたりが父親であるダリウス17世とは決定的に違う）。普段は優雅に振舞うが本質的には凶暴で残虐、そして邪悪。父親のダリウス大帝のことを親として大変慕っているものの、その忠告を聞き入れることは少ない。感情が昂ぶったり戦闘時は瞳と髪の色、耳の形が変わり更に顔面には紫色の隈取が入り言葉遣いが荒々しい男言葉に変化し、時々「ヒャッヒャッヒャッヒャッ…」という高笑いをし行動が極めて荒い物となる。地球（地上）の文化を嫌悪しているが、地上の作曲家であるドボルザークとその代表曲『交響曲第9番〜新世界より〜・第4楽章』だけは気に入っており、戦闘中にかけたり、秘密兵器の超魔竜にもその名を付ける程であった。
ガリスの妻エルトリカを射殺した張本人。ダリウス原理主義者・選民主義者である彼女は、ガリス達がダリウスを裏切ったこと以上に、ガリスと地上人のエルトリカがルルをもうけたことが許せず、彼女を「呪われた子」と呼ぶ。
生体部品（クローン）であるノーザや、新生四天王を人間ではなく文字通り部品としか思っておらず、民も虫けら程度にしか考えていなかったが、最終話において自身がDNAを管理するために造られた存在に過ぎなかったことを知り、今までの自分の全てを否定されることとなる。また、大帝の押し進める箱舟計画に疑心を抱き、話し合いに赴くが、折悪しく彼が大空魔竜クルーと接触していたことで逆上、暴走して父親を死に至らしめた。その後、父を失う苦しみをダイヤに与えるためにダイヤの父を誘拐、ファイナルドボルザークに人質として埋め込むものの奪い返され、直後ノーザと決闘し腹部を貫かれた。深い傷を負いながらも父の愛機キングダリウスに乗り込み、ダイヤとガイキングに最後の戦いを挑むも敗北、極大巨人キングダリウス18世も頭部を残して完全破壊された。その後新生四天王に助けられて復活、直接大空魔竜に乗り込み黒い炎を体に纏い悪魔然とした姿になってダイヤたちを殺そうとするが、サコンから大帝の秘密と遺言を聞き、真実を知って更に逆上。憎悪の炎を暴走させ、自爆しかけたが、ダイヤの赤い炎によって大空魔竜ブリッジから叩き出され、「生まれながらの王」「最高の人間」と思っていた自らも器に過ぎなかった事実と敗北の現実を受け入れられず父を「嘘つき」と言いながら溶岩の中に消えていった。

#### 新生ダリウス四天王
32話から登場。ノーザ同様プロイストのクローン成功体で、顔立ちはほぼ同一であるが髪型と髪色は違う。4人とも次大帝の非常時用の生態部品として生を受けた存在だが、ノーザと違い機械的で、完全なる忠誠を誓っている。
戦場では四天王そろって巨人兵ガレアンに乗って戦うが、38話でキングダリウス18世に吹き飛ばされた。最終話で瀕死だった次大帝プロイストを助けるために彼女をプロイストの鎧に入れた後、ためらうことなく臓器を捧げて自死を選んだ。
名前の由来は日本語の方角から。
ニキータ
声 - 雪野五月
新生四天王の一人で、ノーザの後任である北方将軍。巨人師団司令官。最終話で恐らくプロイストの腹部の臓器のパーツになった。
テルミナ
声 - 斎藤千和
新生四天王の一人で、サスページの後任である南方将軍。魔獣軍団司令官。ニキータと同時に、同じ言葉を話すことが多い。プロイストの左胸の臓器の再生パーツになった。
バニシューム
声 - 平田広明
新生四天王の一人で、ヴェスターヌの後任である西方将軍。鉄獣兵団司令官。プロイストの首パーツの部品となった。
ヒガント
声 - 園部啓一
プロイストの後任である東方将軍。無限艦隊司令官。バニシュームと同時に、同じ言葉を話すことが多い。ヒガントは右目のパーツになった。

#### 北方五騎士（ノーザン・ファイブ・ナイト）
北方五騎士のネーミングの由来は、本編5名の脚本家「ケイン＝（長谷川）圭一」「リック＝（三条）陸」「ミーシャ＝隅沢（克之）」「コドル＝古怒田（健志）」「ウーラ＝三ッ浦（孝）」から。
ケイン
声 - 織田優成
ノーザに従う北方五騎士の一人で当初は一番の新人だった。ダリウスというよりも、ノーザ個人に対する忠誠心が強く、軍規に背いてでも助けようとした。そのため、ノーザからの信頼も厚く、彼の離反後は共に大空魔竜側につき、天空魔竜の艦長席に座る。プロイストに対しては登場当初からいい感情は持っていなかった。ノーザとの付き合いも結構長いためか、見るだけでその機嫌が分かる様子。38話ではノーザの代わりにライキングに乗り込んだ。最終話でプロイストへの復讐を終え虚脱したノーザを叱咤し、新たな人生を踏み出すきっかけを作った。
リック
声 - 園部啓一
北方五騎士の一人。右目に分析装置などの眼帯がついたスキンヘッド。ブリーザの言う「巨人兵の戦いは、1対1の決闘」について、ダイヤに対して「旧時代」「戦場にあるのは強い者が勝つという絶対法則」と言って馬鹿にしている。11話で独断で大空魔竜と交戦し、ノーザに粛清される。
ミーシャ
声 - 雪野五月
北方五騎士の紅一点。ブリーザの言う「巨人兵の戦いは、1対1の決闘」をダイヤに対して「古臭い騎士道というやつ」「戦場においては騎士道も礼儀作法もない」と言って馬鹿にしている。11話でリックと共に大空魔竜と交戦し、同様に粛清される。
コドル
声 - 乃村健次
北方五騎士の一人。18話でノーザを見限りプロイストの指示に従うが、捨て駒にされて死亡。
ウーラ
声 - 川津泰彦
北方五騎士の一人で一番大柄。18話でノーザを見限りプロイストの指示に従うが、捨て駒にされて死亡。

#### その他のダリウス人
ブリーザ
声 - 丸山詠二
7話に登場。白髯の老武人でノーザの前任の北方将軍。誇り高きダリウスナイトの一人で、戦いの前の「鮮血の儀式」の他、大空魔竜に対しても奇襲をかけずガイキングと決闘するなど正々堂々とした戦いを好む。しかしその誇り高さや生真面目さはリック達北方五騎士には伝わっていない。
ガイキングと決闘したが、サスページの妨害で傷つき決闘は中断。彼を退けた後、ダイヤと再戦を誓い基地に戻る途中、「巨人師団に敗北があってはならない」とノーザによって粛清された。愛機はブリーザ・レンテス。
カジノのボス
声 - 稲田徹
17話に登場。ダリウス人の中では珍しく怪物のような風貌。空中都市ザンガイルに住んでいたが、賭けでディックに敗れて店を奪われてしまう。イカサマを疑ってディックの怒りを買って制裁を受け、以降はディックの配下になっていた。
設定画では貧相な体を服で隠していることが描かれた。
レベッカ・カトリーヌ
声 - 長沢美樹
西方将軍ヴェスターヌ配下の諜報員。地上人になりすまし大空魔竜に単身乗り込んだ。情報収集の最中、アイドルコンテストのゲストとして招かれ赤っ恥をかいたのち、大空魔竜の情報を持ち帰ったつもりが、サコンに見破られて腕輪に記録した情報を爆破された。
終盤、救援として再登場する予定だった。
設定画や25話ガイキング占いでは本編よりきつめの顔つきで描かれている。
ドクターワン
声 - 中江真司
箱舟計画の責任者。ダリウス17世の命令で箱舟計画を進める。仮面で顔を隠している。
ドクターツー
声 - 大川透
ドクターワンと共に箱舟計画を進める仮面の科学者。その正体はダイヤの父親。息子ダイヤのことを思いながらもダリウス人のためにダリウス軍に協力していた。

## 登場メカ

### ガイキング
上半身のPART-1、下半身のPART-2、大空魔竜の頭部であるPART-3が一直線に合体して完成する身長70メートルの人型ロボット。ハイドリュートを動力源に、搭乗者の赤い炎の力でそれを増幅させることにより操縦する。ただしガイキング（大空魔竜）に素質などを認められなければいけない。ダリウス側からは「赤き炎の戦闘巨人」と呼称される。容姿及び武装は旧作ガイキングから引き継がれたものも多いが、今作オリジナルの武器も多数搭載されている。最も強度が強いのは、PART-3である大空魔竜頭部であり、ハイドロブレイザー等の必殺技を使う際の要にもなる。操縦は基本的に操縦桿と音声入力装置を用いるが、両腕にプロテクターを纏った状態になると操縦者の腕の動きをトレースさせることが可能となる。
2体の試作巨人「バルキング」「ライキング」が突出した性能を持つ反面乗り手に高い負担をかけてしまうことから、ガイキングは安定性を高めるため、性能を犠牲にしているが、艦載機スティンガー、サーペント、クラブバンカーとの連携、それぞれとの合体機構による高い汎用性、更に特殊戦闘形態のフェイスオープンによりその弱点を補っている。
ガイキングPART-3が、それぞれ強靭な部位であるライキングPART-1、バルキングPART-2と合体することで、究極形態「ガイキング・ザ・グレート」になることもできる。
武装
ガイキングランス / ガイキングアックス / ガイキングシールド
シズカの指示で大空魔竜の尾部より背部カタパルトを通じて射出される携行武器。アックスはシールドに収納することが可能で、初使用時には左腕のコネクターに直接装着していた。
カウンターランス
ガイキングランスにカウンタークロスを接続した炎の巨槍。ガイキングの超高熱を伝導させることが可能となった。
パンチャーグラインド
いわゆるロケットパンチ。今作では必殺武器の一つに数えられる威力を持つ。射出された腕部は自力では戻ってこないため、物語序盤では基本的に使い捨てられていたが、以降はゼクターフックあるいは艦載機によって回収している。
デスパーサイト
眼部から放つ熱線。連続照射が可能で、複数の敵を横薙ぎにすることもできる。
キラーバイト
腹部の牙で接近して噛み付く接近戦用の武器。
ゼクターフック
肩から発射され、パンチャーグラインドの回収や敵を絡め取ることができるアンカーフック。
ボルトパライザー
頭部の二本角を敵に接触させ放つ強力な電撃。接近戦で絶大な効果を発揮する。
カウンタークロス
膝に装備された十字剣。投げつけたり、手に持っての斬撃にも使用出来る万能武器。投げてもブーメランのように手元に帰ってくる。
ザウルガイザー
胸部から放つ超音波砲。分子結合を乱すことで敵の装甲を脆くする。青と赤の2色の光条が二重螺旋状に放たれるのが特長。
ハイドロブレイザー
胸部及び腹部から増幅されたハイドリュートフレアを放出する最強の必殺技。
真龍ハイドロブレイザー
リーに伝授された真龍拳の奥義「龍の型」をダイヤが応用した新必殺技。ハイドロブレイザーを両手で小さな球状に圧縮して放つ。「投げる」というモーションを取るので通常のハイドロブレイザーより攻撃方法に幅が増えている（28話では隠し球として使用しプロイストの不意を突いた）。ノーマル状態でも使えるがフェイスオープン時と比べると攻撃力は落ちる。
フェイスオープン
旧作でも同名のギミックがあったが、今作ではガイキングの隠された緊急用特殊戦闘形態。発動すると先ず、ガイキングの顎部分の装甲部が一段突出しハイドリュートフレアの放熱が始まり、その内部を通して外装までに赤熱化したスリットが浮かび上がり、胸部装甲が剥がれ排熱プレートが現れる。その直後に全身をハイドリュートフレアが包み込み、一部の装甲を除き黒色化したシルエットとなる。全火力を放出することで通常の4倍の戦闘力を発揮し、生半可な攻撃はその火力の前に融解してしまうことから間接的に防御力も強化される(このことを利用してバルキングのエンドレスバーンを耐え凌いだこともある)。しかし、乗り手にも4倍の火力が要求されること、発動中のコックピット内は超高温状態に陥ることから、乗り手の命を奪いかねない危険を孕んでいる。
初使用の後、シズカの発案によってコクピットにリミッターボルトと呼ばれる安全装置を増設。フェイスオープンの使用限界時間を確認できるようになり、規定時間以内であれば「クローズドフェイス」の掛け声で強制終了できるよう対処が施された。発動中はデスパライザー電撃波を用いた武器及び、ザウルガイザーの使用は不能となる。また動力中枢に負担をかけるため、完全なメンテナンスが行えない場合は通常形態でもエネルギー系の武器が使えなくなる。連続使用も可能だが、ある程度炎の力が回復するまで使用できない上に操縦者の命を危険にさらす可能性があるため、本編では対ファイナルドボルザーク戦での切り札として使用したのみである。
顎部分はアップで見ると実は二重装甲になっている事が確認出来る。

#### 合体バリエーション
スカイガイキング
ガイキングの背部にスティンガーを装着した高速戦闘形態。飛行機動性能と武装は格段にアップしている。
バスターガイキング
ガイキングの右腕にサーペントを装着した長距離砲撃形態。竜のような形をしたエネルギーで複数の相手を一掃する「サーペントバスター」が必殺技。ただし右腕を投棄しなければいけないことと、合体に際して時間がかかるのが欠点（合体時間に関しては後に解決している）。
ダイバーガイキング
またの名を「カニキング（ダイヤ命名）」。ガイキングの胴体部にクラブバンカーを装着した水中戦形態。大空魔竜の口にダイビングのレギュレータ状のパーツを咥えているのが特徴。だがその形状故、キラーバイト・ハイドロブレイザーが使えなくなるのが欠点だが、腹部から魚雷などを発射可能なので火力は強化されている。必殺技は、背中にあるクロー部分から突風（水中で使用することで渦巻となる）を発射し敵を押しつぶす「ストリームサイクロン」。
スカイバスターガイキング
ガイキングにスティンガー・サーペントを装着させた形態。
トリプルガイキング
リー命名。またの名を「スカイバスターカニキング（こちらはダイヤ命名）」。ガイキング、スティンガー、サーペント、クラブバンカーが4機合体した形態。艦載機3機はそれぞれのパーツ干渉を避けて合体できるように製作しているため、このような複合合体も可能となっている。それぞれの形態の必殺技を使いこなすほか、搭乗者全員の炎の力を合わせることで炎を纏った状態での体当たり攻撃を行うことができる。
カイキンク
32話、33話に登場。ガイキングPART-3に地上製のPART-1・PART-2を合体させた形態。ただし模造ゾルマニウム鋼の強度が不十分な上に武装が施されていないため、本来のガイキングより戦闘力が低く、ダイヤによってカイキンクと命名されることとなる。強度が足りず、最終的に戦闘であっさり大破している。カラーリングは白銀。
スペリオルスカイガイキング
ガイキング背部にスペリオルスティンガーを装着した形態。ただし本編中では登場せず、カイキンクと合体した「スペリオルスカイカイキンク」として登場。必殺技は突撃中に纏った炎のエネルギーを敵に叩きつける「スペリオルブースター」

### ガイキング・ザ・グレート
31話から登場したガイキングの最強形態。ライキングPART-1、バルキングPART-2、ガイキングPART-3が三角形のフォーメーションを取り合体する。荒神の名に恥じないそのパワー、機動力、破壊力は凄まじく、通常のガイキングの10倍の力を持つ。だが乗り手にも常人の10倍の炎の力が必要で、理論上最強だが乗りこなせる者はいなかった。そのため、ガリスとサコンの二人だけの秘密として封印されていた。
合体自体は「グレート合体」のように1号ロボに2号ロボ（+3号ロボ）を鎧のように合体するのではなく、それぞれのパーツの組み合わせで合体する方式をとっている。この合体システムの都合上余剰パーツとなるガイキングのPART-1、PART-2、ライキングのPART-2、PART-3およびバルキングのPART-1、PART-3は、地面に転がっている状態となる。これについて三条陸は公式サイトで「つまり仲間たちが力を振り絞って「後は頼むぞ!」的にぶっ倒れてしまえば、玩具的にもあまったパーツはその場に散らばらしておけという事になるわけです」と語っている。
設定上ではガイキング・ライキング・バルキングの各パーツに互換性はあるとファンブックで述べられており、川上とも子は弱いパーツ部分と合体した場合、ひょろっとした細い体になるだろうということで「ガイキング・ザ・スマート」と命名していた。
海外製の玩具やプラモデルのMODEROIDでは、この設定同様ある程度の互換性があり、オリジナルの合体が可能になっている。
背部のG-ウイングで大空を自由に飛翔することができ、最大出力でダリウスの首都を持ち上げるほどの推力をもつ（35話より）。前述の通り、操縦には10倍の炎の力を必要とするため、操縦者の炎の力が尽きると合体を維持できなくなり、瞬時に分離してしまうのが欠点。そのため、グレートへの合体は最後の手段（切り札）として使われることが多く、劇中で合体したのは3回のみ。
武装
ギガ・パンチャーグラインド
パンチャーグラインドの強化版。タービンからの熱風で射出後の軌道を自在に操作できることから、敵の追尾、自力での回収が可能。粉砕力も向上している。
デスパーサイト
この形態で使うデスパーサイトは厳密には光線技ではなく、五指から放つデスパーサイトを束ねて形成された巨大な剣（と言うよりは手刀）となる。片手だけでも周囲の小山を切り裂く切れ味を誇る。
ボルトパライザー
頭部の角の間からデスパライザー電撃波を放つ攻撃。直接角を刺さずとも敵に放つことができるようになった。
バーニングデストーム
両腕から放出される火炎竜巻。ライキングのライトニングデストームを受け継いでおり、受けた相手は一時的に行動不能に陥る。
ギガンタークロス
バルキングのギガンタークロスを両膝に装着したもの。武器としての使用の他、2つのクロスを合体させてハイドロブレイザー・ギガバースト用の弾丸としても用いられる。
ハイドロブレイザー・ギガバースト
一つにしたギガンタークロスを、ハイドロブレイザーと共に発射する必殺技。使うとギガンタークロスを使い捨てることになるため、連続使用は難しい
フェイスオープン・ザ・グレート
ガイキング・ザ・グレートの状態でフェイス・オープンを敢行する大技。「フェイスオープン・ザ・グレート」の掛け声で発動、大空魔竜ヘッドの外部装甲とその内側の放熱制御プレートを吹き飛ばし炎を纏ったその姿は正に「炎の巨人」そのもの。単純計算で通常のガイキングの40倍もの炎のエネルギーを発揮できるが、その分この形態は数秒しか持たない。

### バルキング
大地魔竜の頭部であるPART-3とPART-1、PART-2で構成された赤い巨人。ガイキングを上回る火力とパワー、そして防御力を誇る。作中では「灼熱の重巨人」「誰も受け付けない悪魔の機体」とも呼ばれた。プロトタイプの巨人もガイキング同様に赤い炎の持ち主でなければ操縦することはできないのだが、プロイストが開発した特殊変換スーツを着用することによって黒い炎の持ち主でも操縦を可能としている。ただし変換機能に制限時間があるのが弱点。
31話で大地魔竜がリーとダイモンが率いる白兵戦部隊に占拠されたことで、バルキングも大空魔竜側の戦力として用いられることになる。同話でリーが搭乗、そのまま正式パイロットになる。最も強度が強いのは脚部のPART-2で、これはガイキング・ザ・グレートのパーツにもなる。
名称の由来はバルカン砲のバル。
武装
ハイドリュートカノン
背中に装備された二門の大砲。砲身を分離させることで戦斧になる。
グランドアックス
ハイドリュートカノンを斧として使用。投擲攻撃も可能。
ギガンタークロス
肩部に装備された巨大十字剣。その質量はガイキングのカウンタークロスの約3倍にもなる。高速回転しフリスビー状に攻撃する。
コロナブラスト
両腕の指に内蔵された破壊光線砲。
速射ミサイル
背部から発射するミサイル。
エンドレスバーン
ハイドリュートカノン、コロナブラスト、速射ミサイルの一斉掃射による必殺技。
ミラクルドリル
大地魔竜の巨大ドリルを腕に装備したもの。その大きさはバルキングをも上回る。基本構造が同一規格故にガイキングも使用可能。

### ライキング
天空魔竜の首のつけねにある髑髏型のエンブレムであるPART-3にPART-1、PART-2を一直線に合体することによって誕生する青い巨人。スレンダーな下半身にマッシブな上半身とややアンバランスな体躯が特徴。電撃攻撃と切断性能、飛行能力を重視した機体で、そのスピードはスカイバスターガイキングを上回りフェイスオープンガイキングとも互角の戦いぶりを見せる。バルキング同様扱いが難しく暴走の危険を孕んでおり、実際ダリウス脱走時に搭乗したフランクリンが負傷をしている。
プロイストによって強奪された後、プロイストに洗脳されたノーザが搭乗するが、31話で正気に戻り造反したため、大空魔竜側の戦力として用いられることとなる。なお、38話ではノーザの代わりにケインが搭乗していた。最も強度が強いのは上半身のPART-1で、これはガイキング・ザ・グレートのパーツにもなる。
製作段階においてバルキングとライキングの名前は、二体の名前を合わせるとガイキングの名前の由来であるバイキングになるよう、バ●キング、●イキングという方向で検討されていた。バルカン砲のバルをとってバルキングという名前が決定した段階で、二つ合わせてライバルという語が作れるためにもう一体がライキングと名づけられた。稲妻、雷のライに由来する、というのはあと付けである。
武装
ゼクタービームレン
二の腕の中から発射するビーム状の鞭。ゼクターフックと同様に腕部回収、敵機捕縛に用いられる他、捕らえた相手にデスパライザー電撃波を浴びせることもできる。
カウンタークロス
肩部に装着された十字剣。ガイキングのものに比べやや小型で手裏剣風に使用。
ザウルガイザー
ガイキングと同型の超音波砲。
デスパーサイト
ガイキングと同型の熱線。ただし両眼に加えて両手の五指、合わせて全12門の砲門がある。
カウンターパンチ
ライキング版のロケットパンチ。ガイキングのパンチャーグラインドに比べ単純な打撃力は十分の一程度と劣るが、特殊兵装イオノシグナー装置を使うことにより射出後の腕部を自在に操ることが可能でデスパーサイトで狙い撃つ戦法を持つ。
ライトニングデストーム
両手を組み両肩のタービンから放つ強烈な超電流旋風。タービンの旋風は防御手段にも用いられ、キルジャガーのデスファイアーをものともしない性能を誇る
スカルハーケン
縮小携行できる大鎌。鎌状の雷刃を形成して斬り付ける他、ハーケンその物を相手に投擲する使い方もある。
エレクトロブレイザー
胸部から放つ必殺の電撃光波流。
ジャイアントカッター
天空魔竜から分離したジャイアントカッターをそのまま武器として用いたもの。

### 大空魔竜（だいくうまりゅう）
ダリウスの地上侵略に反旗を翻したキャプテン・ガリスにより奪取された全長500メートルにも及ぶ竜型巨大戦艦。先行試作された「大地魔竜」と「天空魔竜」から名前を組み合わせ「大空魔竜」と名づけられている。
二大魔竜が陸、空にそれぞれ特化した性能を持つことに対し、陸海空と様々な状況に対応でき、二大魔竜の武器も搭載可能な万能型巨大戦艦である。特に二大魔竜が水中戦に対応していない点を突き、水中に引きずり込んで倒そうとしたことがある。三大魔竜は本来地上侵略を目的として開発されたがガリスの手によって赤い炎の持ち主でなければ操縦出来ないよう設計されている。また大空魔竜のみ運用に多数のクルーを必要とする。
メイン格納庫は6つ存在し、ガイキングPART-1、PART-2、スティンガー、サーペント、クラブバンカー、キルジャガーを格納している(なお、キルジャガー復帰前まではバンザ三機が格納庫の1つを使用していたが、復帰に際し、尻尾の方に追いやられた)。カタパルトにはグラビティレーンと呼ばれる装置を使用し、重力を制御してガイキングパーツ及び艦載機を射出する。なお、腹部に予備の発進口が存在し、メインカタパルトが使用不能状態及びクラブバンカーの発進にはこちらが使用される。乗員は48名。元々は戦闘用の船に居住用の様々な部屋を増設しているため、内部は複雑に入り組んでいる。最大搭乗人数は250人程度。
当初はロンゴしか操作できなかったが、あることを契機にナオトが代行操縦することになる。最終回では宇宙空間から大気圏を突破し一度海へ落下。両前足に大地魔竜のミラクルドリルを、腹部には天空魔竜のジャイアントカッターを装備しているパーフェクト大空魔竜と呼ばれる姿で、成長したダイヤの呼び声に答えるかのように姿を現す。声はリー役の草尾毅。
武装
ゾルマニウム貫通弾
胴部の砲門から発射するミサイル。その名のとおり貫通力に優れた主兵装。
ドラゴンカッター
両翼部から迫り出すゾルマニウム製の曲刃。接近戦に用いる他に、刃を撃ち出すこともできる。
絶叫コースターアタック
ボリューションプロテクト形態時の大空魔竜を高速回転させ敵に突撃する攻撃技。ローサが遊園地のアトラクションから着想し編み出した。
キラーバイト
スペリオル大空魔竜形態時にスペリオルヘッドの牙で噛み付く攻撃技。
デスファイヤー
スペリオル大空魔竜形態時にスペリオルヘッドから放つハイドリュートフレアの奔流。キルジャガーのそれと同等の威力を有する。
ゼウスミサイル
デスクロスポイントを作り出せる超巨大ミサイル。
イリュージョンプロテクト
光反射を制御する霧状の成分を艦体に纏わせ姿を隠す特殊装備。

#### 特殊形態
ボリューションプロテクト
艦体を丸めて敵の攻撃から身を守る防御形態。前作のそれと似ているが、それに加えて背びれ部分にバリアを発生させるほか、大空魔竜頭部の有無に関わらず変形が可能となっている。
スペリオル大空魔竜
スペリオルスティンガーを大空魔竜の新たなる頭部として合体させた強化形態。頭部と胴部で操縦系統が別々になっているため両操縦者の息のあった連携が必要不可欠となる。
パーフェクト大空魔竜
大空魔竜にジャイアントカッターとミラクルドリルを装備した姿。

#### 艦載機
スティンガー
ピュリアが操縦するエイ型サポートメカ。元はシズカの愛機。空中、水中活動可能。武器は上部二門のミサイル、底部にある二門のビーム砲と、機首に装備した簡易型デスパーサイト。尾部がマジックハンドになっている。ガイキングの背中に合体し、「スカイガイキング」になる。ダイヤ曰く「糸の切れたタコ」。
スペリオル・スティンガー
スティンガーに強化改造を施した改修機。機体下部に折りたたまれた、合体時用の黄金の牙が特徴。大空魔竜の頭部に接続し、スペリオル大空魔竜となる。この形態では大空魔竜はキラーバイト、デスファイヤーなどの新たな追加武装が使用可能。なお、ガイキングとも合体し「スペリオルスカイガイキング」になることも可能。
サーペント
リーが操縦する首長竜型サポートメカで、旧作のネッサーと外観が似ている。水上、水中攻撃型で迎撃装備が充実している。また、飛行も可能。主な武器は尾部のビーム砲と腹部の迎撃用サブロック48基。ガイキングの右腕に合体し、「バスターガイキング」になる。
キルジャガー
ディックが操縦する豹型サポートメカ。飛行形態からジャガー形態に変形する。ディックの眼帯をあしらったかのように右目にバイザーのような装飾が施されている。ガイキングとの合体機能は持たないが、強力な武器の数々、彼の卓越した操縦技術もあり、ガイキングに匹敵する戦闘力を誇る。豹形態ではサーフェスグランダーという特殊なバリアを反発させ、海上や空中を疾走する。武器は伸縮自在の尾部ゼクターテイルと肩部内蔵型機関砲バルカンストーム、両眼から放つザウルガイザー。ガイキング（または大空魔竜）が放ったハイドロブレイザーを吸収、増幅して放つデスファイヤーは、ハイパー鉄獣をも破壊する。37話で残骸となったファイナルドボルザークの攻撃からガイキングを庇い中破した。声はプロイスト（仮面）役の竹本英史。
バンザ
3バカ（ヤンマ、ハッチョ、ブビイ）が乗り込む小判鮫型小型戦闘機。上部にファンを搭載し、VTOL機能がある。武装は底部ミサイルと口の部分から放つ大型ミサイル。緊急時にはスティンガーの機体下面に張り付く。また、張り付いたメカを自由に操縦することも出来ることから、ルルの発案で13話ではリー、ピュリアがガイキングPART-1、PART-2の外部コックピットとして使用した。
クラブバンカー
蟹型水陸両用戦車（飛行も可能）。眼が高感度カメラになっており、防御能力も高く、探査や偵察にも使用される。ダイヤに「カニタンク」と呼ばれて以降、その名前の方が浸透しつつある。ガイキングの腹部に合体し「ダイバーガイキング」になる。操縦者は主に3バカだが一度だけルルも操縦したことがある。
マイクロバンカー
サコンの開発した、無人操作可能な小型のクラブバンカー。色はグレーで何機か配備されている。またもやダイヤに「子ガニタンク」と呼ばれた。

### 大地魔竜（だいちまりゅう）
26話から登場したガリスによって建造された三大魔竜の一隻。甲殻竜型地上戦用で、胴体部分に2本の巨大なドリル「ミラクルドリル」を装備。扱いが難しく、暴走の危険を孕んでいたことから、その力を恐れたガリス自ら氷河の奥深くに封印したが、プロイストが探し出し戦線に投入する。半機獣の人工知能が搭載されており、クラウングリッターの持ち主の命令で動くため、最低1名で運用が可能。31話でリー、ダイモン率いる白兵戦部隊が占拠、以後は大空魔竜側の戦力となる。三隻中、唯一地中を移動することができ、空中に飛行することも可能。艦長はダリウスを離反したヴェスターヌが務める。声はプロイスト（仮面）役の竹本英史。
武装
ミラクルドリル
前部に搭載された巨大なドリル。地中潜行に用いる他、分離させての巨人の武器にも用いられる。旧作では大空魔竜に搭載されていたが、製作側がいくらなんでもこれだけ巨大なものが大空魔竜の腹の中から出てくるのは、今日びスーパーロボットものであっても許されないだろうという判断から大地魔竜に外付けで搭載されることとなった。
誘導ビーム砲
機体両後部に搭載された2門のビーム砲。ビームの軌道を変える特性を持っている。

### 天空魔竜（てんくうまりゅう）
27話から登場。ガリスによって建造された三大魔竜の一隻。青い翼竜型戦艦。空戦に特化しており、大空魔竜を大幅に上回る飛行性能を持つ。腹部に巨大なギロチン「ジャイアントカッター」を装備。ガリス達がダリウス軍から脱走する際に奪取されるが、大地魔竜を上回る凶暴性から取り分け危険視されており、その力を恐れたガリスによって天空島にキーワードを用いて厳重に封印されていたが、プロイストの策略でガリス自らの手で封印を解くこととなった（その解放のキーワードは彼の妻の名だった）。31話でサコンとシズカが率いる白兵戦部隊が占拠、以後は大空魔竜側の戦力となる。大地魔竜同様、半機獣な人工知能が搭載されており、クラウングリッターの持ち主のみでの運用も可能。艦長はノーザのサポート役ケインが担当する。声はガリス役の大川透。
武装
ジャイアントカッター
腹部に装備された剥き出しの巨大な刃。分離して巨人の武器にもなる。ミラクルドリル同様旧作では大空魔竜に搭載されていたが、同じ理由で天空魔竜に外付けで搭載されることとなった。
雷光ビーム
嘴から発射されるビーム。雷光のように見えるがビームである。

### ダリウス軍の使用兵器
ゼルガイアー
ダリウス軍の主力戦艦。艦の先端に巨大な衝角を備えている他、連装砲、ハイドリュートカノン、ローグリュート冷凍砲、バイオボム等を装備している。
グロテクター
旧作にも登場した、ダリウス軍の誇る怪魚型巨大戦艦。1から4まであり、4隻でデスクロスポイントを生成することが可能。デザインは旧作とほぼ同じだが、魚の頭部があるべき場所に巨大な眼球が配置されており、ややグロテスク度が増した。
※戦艦や空母などの巨大戦力はすべて6文字で、最後が必ず「ー」で終わる。
鉄獣（てつじゅう）
ヴェスターヌが率いる鉄獣兵団の戦力。無人操縦のロボット兵器で、主に獣人の形態をしている。名前はすべて5文字で最後に「ス」がつく。神話系のモンスターなどをモチーフにしている。
ハイパー鉄獣
14話から登場する鉄獣を強化したロボット兵器。ガイキングを上回る戦闘力を発揮する。弓矢を武器とするケンタウロス型のケルドロス（14話）、防御力に長けたミノタウロス型のギガミノス（15話）、パワー自慢のザイクロス（17話）、空戦を得意とするカイザロス（17話）が登場。18話ではこの4体の長所を集めた最強のハイパー鉄獣グラネウスが送り込まれ、ガイキングを氷付けにした。プロイストの近衛兵として人間サイズ（大型も存在する）の暗殺用ハイパー鉄獣エルカゲスも作られた。
魔獣（まじゅう）
サスページが率いる魔獣軍団の戦力。バイオボムによってダリウス界の生物を巨大・凶暴化させた生物兵器。様々な特殊能力を持つ。名前はすべて濁点を含む3文字。地上の実在動物をモチーフにしている。
ドロイド
人間サイズのロボット兵士。歩兵から戦艦の艦長まで幅広く登用されている。士官級以上のボイスコマンド以外は逆らうことは無い。ドロイド配備条例発動後、ダリウス兵は技術者や巨人兵のパイロット、諜報部員等を除きほとんどがドロイドとなっている。

#### 巨人兵
ノーザが率いる巨人師団の戦力。ダリウス巨人とも。人型のロボット兵器で、ガイキングと同様に人間が乗りこんで操縦する。基本的にはガイキングと同じ系統のテクノロジーで作られており（もっともガイキング他にはガリス・サコンという2人の天才科学者の手が入っているわけだが）、ガイキングが地上人の赤い炎で動くのと同様、巨人兵はダリウス人の黒い炎の力で動く。そのことからダリウス軍ではガイキングのことを「赤き炎の戦闘巨人」と称する。巨人兵のパイロットはダリウス軍では騎士の称号を与えられており、いずれもプライドが高い。名前はすべて4文字で、どこかに必ず「ン」が入る。
ゼルンガ
ノーザ直属の部下「北方五騎士」用の量産型巨人兵で、比較的炎の力が弱くても操縦できる。各個人によりカラーリングや外見、装備、武器が異なる。38話ではプロイストとの決着を望むノーザが搭乗し超巨大戦艦に乗り込んだ。
ブリーザ・レンテス
ブリーザが駆る騎士型巨人兵。使用武器は剣。
ノーザ・ドルマン
ノーザの愛機でもある炎の巨人。剣を武器とし、ガイキングを上回るパワー、スピードを持つ。ガイキングを追い詰めるが、フェイスオープンガイキングの力の前に敗れてしまう。
強化型ノーザ・ドルマン
フェイスオープンガイキングとの初戦で中破したドルマンを修理、ガイキング同様に4倍の戦闘力を発揮できるように改造を施したドルマン。ノーザがダイヤとの再戦を急いたため改造後の機体の装飾・塗装が施されていない状態で出撃、ガイキングと再び対決するが撃破される。
バレオン
16話から登場した強化型ノーザ・ドルマンに代わるノーザ専用機。武器は二本の剣。飛行翼も兼ねた防御用マントをまとっており、ガイキングのフェイスオープンにあたるチェストブレイク機能も搭載している。旧ガイキングに登場する北の将軍キラーがモデル。
ガレアン
新四天王が操る巨人兵。非常にシンプルなデザインで、カラーリング以外の形状や機能は四機とも同一。武装はビームソードとビームバルカン。スペック上ではバレオンを上回るが、新四天王の黒い炎の力は前四天王より劣るため、総合的にはノーザ・ドルマンと同じくらいの強さ（二体がかりならガイキングやライキングともほぼ互角）である。息の合った攻撃でガイキング達と戦う。

#### 超魔竜
超魔竜ドボルザーク
31話から登場。帝都を崩壊させた三大魔竜を見た幼き日のプロイストが夢想し、後に大空魔竜と二大魔竜を戦わせることによって手に入れた赤き炎のデータを注ぎ込み完成させた巨大竜型戦艦巨人。その頭部は旧作の後期型ガイキングが使用した超兵器ヘッドに酷似。通常時はPART-1からPART-500に及ぶ500もの弾頭弾サイズのパーツに別れており、プロイストの命令によって合体する。機体そのものは内部の巨大な赤き炎を包む外装でのみで構成、そのパワーは通常時のガイキングの約8倍。真の力を発揮する際には尾を8本に増やし、近づく敵を全て粉砕する。グロテクター1隻を破壊するだけで単機でデスクロス現象を発生させることも可能。三大魔竜や三大巨人をも圧倒するが、ガイキング・ザ・グレートに撃墜された。しかし、破壊されたのは未完成品である。破片は完全に壊れていなければ自己増殖・再結合して、ハイパー鉄獣以上の鉄獣を生み出す。また既存の鉄獣にも変形が可能で、そのパーツ自体に決まった形は無く、局面によって自由に形や大きさを変えることができると推測される。37話から改修された機体が戦場に投入される。
武装
速射ミサイル
デスファイアー
大空魔竜等と同一の武装だが、威力は段違いである。
オメガデスライト
両腕から十字状の巨大な電撃を発射。

魔炎超魔竜ファイナル・ドボルザーク
37話に登場。火力や装甲こそドボルザークに劣るものの、自己修復機能を強化し、なおかつ味方の機体も修復できる光波を装備。ただし中心部の心臓を破壊することによって崩壊させることができる無人機。普段の頭部はガイキングのフェイスオープン時（今作）によく似た形状。本来は超兵器ヘッドを開放することでドボルザーク並の火力になったのだがプロイストはダイヤ父子をいたぶるためにわざと三味線を弾いていた。

#### 極大巨人キングダリウス18世
38話に登場。ガイキングの4倍以上の身長を持ち（推定300メートル）、王のみが操れるダリウス軍の最強兵器にして大帝の居城でもある。ダリウス17世の姿として現れていた巨人像そのものである（もっともその巨像もキングダリウスの頭部部分でしかなかったが）。当初の名前はキングダリウス17世で、17世の死後、追い詰められたプロイストが拝借し、戦闘形態にした。この時キングダリウス18世と改名している。
プロイスト曰く「王のみが操れる鉄壁の守護神」。その謳い文句に恥じず、巨体ながら素早く、ガイキング・ザ・グレートとも互角以上に渡り合えるパワーを見せ、数度吹き飛ばして見せている。
フェイスオープン・ザ・グレートを発動し40倍もの炎の出力になったガイキング・ザ・グレートの一撃でも損壊しながらも受け止めてしのいだが、直後ザ・グレートの体に押さえつけた状態のまま、飛来したガイキングパート1&2と再合体をしたガイキングのハイドロブレイザーをゼロ距離で受けてしまい、撃破された。
武装
ダリウスブレイザー
口から吐く破壊光線。
この他にも手から黒色の光弾や巨大な光の槍（『スーパーロボット大戦K』ではダリウスデスライトと命名）を打ち出す。

## 用語
ハイドリュート
大空魔竜やガイキングなどのエネルギー源になる物質。固体時は赤のやや強いピンク色。これを精製して生み出される炎が「ハイドリュートフレア」。ダリウス戦艦の艦首やバルキングにも「ハイドリュート・カノン」という武器が装備されている。
ゾルマニウム
前作でも登場した、ガイキングや大空魔竜の装甲に用いられる超金属。大空魔竜内部には体積を1/20に圧縮したゾルマニウムの板が多数用意されており、これを再形成してガイキング、大空魔竜の修復や整備に用いる。これを必要な形に加工するのに切断や溶接といった通常の作業は不要で、パンチャーグラインドのような複雑な形状の物でも一発形成が出来るようである。シズカはこの板を5～6枚平気で持っていたが、普通の男なら持ち上げられて1、2枚がいいところらしい。
赤い炎
地上人の中に燃える炎。ルルはダイヤの中に燃える大きな赤い炎を見て彼にフレイムグリッターを手渡した。ガイキングや大空魔竜、その他のサポートメカを動かすために必要な力である。実際にガイキング他のメカを動かすエネルギーとなるのは前述のハイドリュートだが、乗り手の炎の強さ次第で引き出される力は大きく違ってくるようである（故に、ガイキングはダイヤ以外にはまともに動かせなかった）。プロテクトのため三大魔竜や三大巨人は赤い炎がないと動かせないようになっていた。しかし、後にプロイストが黒い炎を赤い炎に変換するスーツを開発し、大地魔竜と天空魔竜がダイヤたちの前に立ちふさがることになる。
黒い炎
ダリウス人の中に燃える炎。ルルが感知することが出来、敵の接近を察知することができる。ガイキングがダイヤの赤い炎の力で動くように、ダリウス軍の巨人兵は乗り手の黒い炎の力で動く。ノーザをはじめとする巨人兵団の騎士たちにとっては「炎の強さ＝騎士としての資質」であり、強い炎の力を持つか持たないかと言うことは、例えば騎士道を知るか否か、といったような重要な評価基準になっている。
ダリウス界
地球の中心にある異世界。ダリウスコアの力で異空間に作られた世界で、「核にもうひとつの惑星がある」と例えられる。ここでの大空魔竜隊は軍の情報操作でお尋ね者にされているが、一部の民間人たちは真実を知っており、援助する者達も存在する。
ダリウス人
地上人に似た種族。元々は他の惑星からやって来た異星人である。外見上の違いは髪や肌の色であるが、体のどこかしらに紋様があるのも特徴。黒い炎を発する。
ダリウス軍
ダリウス17世が支配する軍隊。巨人、鉄獣、魔獣、無限艦隊の四つの師団が存在。司令官が次々と造反し続けたため、プロイストが選任した新生四天王で増強したが、それ自体プロイストの言いなりの傀儡のため彼女の独裁状態に成り果てている。
アークホーランド
軍本部が置かれている帝都がある大陸の名前。名前の由来は、旧作の敵である「暗黒ホラー軍団」から。
デスクロスポイント
ダリウス軍が地上に侵攻するために空けた次元の穴。グロテクター4隻を以って生成することが出来る。地上に出現したダリウスの兵器群は大空魔竜が討ちもらした残存兵力らしい。この穴を塞ぐのも大空魔竜の使命である。強力な炎の力があればデスクロス現象を引き起こすことも可能。
バイオボム
サスページが用いた遺伝子改変兵器で、ダリウス界に生息する獣を戦闘用魔獣に変える力を持つ。本来の姿に戻す術は皆無。
ローグリュート
特殊な炎を持つ鉱石。普通の物質と比べ希少価値が高い。生成したエネルギーは炎の力を凍結させ、並みの炎の持ち主では凍死する程の威力を持つ。
ウィンダリウム
ガイキングの熱伝導率を360%あげて、ローグリュートの凍結を無効化する鉱石。古代ダリウス神殿の壁画に使用されていた。
真龍拳
リーが身に付けた拳法で気の力（炎の力）を操る。後にダイヤに伝授され、球状の気を練り上げる「龍の型」をガイキングでの戦闘に応用「真龍ハイドロブレイザー」として完成させた（初披露はノーザとの決戦である13話）他、リーもヴェスターヌの黒い炎の洗脳を解くために生身で炎の衝撃波を放つ「烈火破砕掌（れっかはさいしょう）」の奥義を使用した。
NEX（ネクス）
アメリカ屈指の大企業。アメリカ政府に対し絶対的影響力を有する。ヘリコプターや巨大な輸送船などを所持している。会長の意向により大空魔竜への支援を行っていたが現在はダリウスに付く。戦いが終わった後どうなったかは不明である。主な任務は隠蔽工作と、大空魔竜のクルーの家族へのケア（監視）。
ゼーラの門
ダリウス界が崩壊した場合に予め宇宙に新天地を探すために送り込んだ装置。だが、2000年間開いたことはなかった。開くということはダリウス人が移住できる惑星があったということ。
箱舟計画
ゼーラの門が発見した惑星に行くための移住計画。
FDオペレーション
プロイストの最終作戦。ダリウス人の中でも容姿や能力が優秀な人間のみを選び、ダリウスコアの力でファイナルデスクロス現象を起こして（FDとはファイナルデスクロスの略称）地上へ行こうとするが、大空魔竜とダイヤの奮闘によって阻止された。
ダリウスコア
異世界ダリウスを維持するエネルギーの源。帝都に保管されていたがFDオペレーションに利用するため、プロイストが強奪した。
ファイナルデスクロス
大規模なデスクロス現象。これが行われるとダリウス界は崩壊し、地上にも甚大な被害が出る。
鮮血の儀式
ダリウス騎士が相手を好敵手と認めた場合、あるいは確実に殺すという意思を示すために行う儀式で、決闘に赴く前に生贄を捧げること。
宇宙怪獣
ゼーラの門付近にいる凶暴な怪獣で正式名称宇宙大怪獣。ノーザとリーが戦っていたのは宇宙大怪獣トリプルイーグル。

## ガイキング占い
番組終了時のオマケコーナー。基本的に司会はルルで回答者がダイヤ。ピュリアが司会を務めたこともある。
4、5、6話以外では、「みんなー、今日のガイキング面白かったよね！」というルルの掛け声とともに始まるが、これは言わないルルにスタッフがしっくりこず、「強制してくるところに、ルルのインパクトがあったような気がする」と判断したため。
おみくじ形式の2つのくじのどちらかを基本的にダイヤが選ぶが、リーやノーザの場合もあり、大抵酷い目に合う。ディックが登場してからは彼も弄られている。21話では冒頭にこのコーナーをやった（ルル占い）。その際、ピュリアのメカ担当である佐藤元が過去に連載していた漫画『爆笑戦士SDガンダム』のキャラクター「かみーゆ」と同じキラキラ目になっているところがある。
27話 - 29話そして37話は話の内容からルルが明るく司会することは不自然だとスタッフが判断したため、27話 - 29話はピュリアが司会の『ガイキングクイズ』が行なわれ、37話はシズカが司会を代行した（回答者はサコン）。単なるお遊びにも見えるコーナーだが、時折本編に絡む場合もある。
なお、当作品が放送されていた2005年から2006年当時に『週刊少年ジャンプ』で連載していた「太臓もて王サーガ」にて、このガイキング占いのネタを扱ったところ、それを見た東映スタッフが該当ページを切り抜いて東映アニメーション内の廊下に飾っているとのこと。

## 製作
- 原案 - MK企画 → エムケイ
- シリーズディレクター - 細田雅弘
- シリーズ構成 - 三条陸
- キャラクターデザイン - 山崎健志、山崎展義
- サブキャラクターデザイン・キャラクター総作画監督 - 直井正博
- メカニックデザイン - 大塚健
- サブメカニックデザイン - 佐藤元
- 後期オープニングアニメーション - 戸隠三郎
- 美術デザイン - 中村光毅 → 本多敬
- 色彩設計 - 辻田邦夫
- 音響効果 - 今野康之、古谷友二
- 音楽 - 手塚理
- 音楽協力 - テレビ朝日ミュージック、東映アニメーション音楽出版
- 編集 - 後藤正浩
- ドッキングアニメーション - 大張正己、愛姫みかん、牟田口裕貴、大籠之仁、まさひろ山根
- イラスト - 羽山淳一
- アイキャッチ - 渡部圭祐
- プロデューサー - 梶淳、櫻田博之
- 製作協力 - 東映
- 製作 - テレビ朝日、東映アニメーション

## 主題歌
オープニングテーマ
「GAIKING」（1 - 39話）
作詞 - YOFFY / 作曲 - IMAJO / 編曲 - 大石憲一郎 & サイキックラバー / 歌 - サイキックラバー
発売元 - コロムビアミュージックエンタテインメント（規格番号：COCC-15827）
- 29話から後期OP仕様に変更。
- 39話（最終話）ではEDテーマとしても使用された。

エンディングテーマ
「ボクニデキルコト」（1 - 26話）
作詞 - MIZUE / 作曲・歌 - 徳永英明 / 編曲 - 坂本昌之
発売元 - ユニバーサルミュージック／A&Mレーベル（規格番号：UMCK-9136）
「Oh！my god」（27 - 38話）
作詞 - 青木久美子 / 作曲 - YOFFY / 編曲 - 大石憲一郎 / 歌 - サイキックラバー
発売元 - コロムビアミュージックエンタテインメント（規格番号：COCC-15915）
- 当シングルCDのジャケットの表紙イラストは金田伊功の描き下ろしによるものとなっている。

挿入歌
「ガイ!ガイ!ガイキング!」（5話、30話）
作詞・作曲 - YOFFY / 編曲 - 大石憲一郎、サイキックラバー / 歌 - サイキックラバー
発売元 - コロムビアミュージックエンタテインメント（規格番号：COCC-15827）
- OP「GAIKING」のカップリングとして収録。

「その名はガイキング・ザ・グレート」（31話、35話、38話）
作詞 - 青木久美子 / 作曲 - 小杉保夫 / 編曲 - 大石憲一郎 / 歌 - 串田アキラ
発売元 - コロムビアミュージックエンタテインメント（規格番号：COCC-15915）
- 後期ED「Oh！my god」のカップリングとして収録。

「白いリボン」（25話）
作詞 - 柚木美祐 / 作曲・編曲 - 池田森 / 歌 - ルル・アージェス（川上とも子）
発売元 - コロムビアミュージックエンタテインメント（規格番号：COCX-33928）
- アルバム「ガイキング全曲集『大空魔竜ガイキング』『ガイキング LEGEND OF DAIKU-MARYU』」内に収録。

## 各話リスト
| 話数 | サブタイトル                                             | 脚本       | 絵コンテ          | 演出       | 作画監督          | メカ作画監督    | 美術       | 放送日          |
| ---- | -------------------------------------------------------- | ---------- | ----------------- | ---------- | ----------------- | --------------- | ---------- | --------------- |
| 1    | 大空魔竜が来た!                                          | 三条陸     | 細田雅弘 大塚健   | 細田雅弘   | 直井正博          | 渡部圭祐        | 中村光毅   | 2005年 11月12日 |
| 2    | オレが選ばれた戦士!?                                     | 三条陸     | 入好さとる        | 大塚隆史   | 水川弘里 成松義人 | 土橋昭人        | 吉田智子   | 11月19日        |
| 3    | 旅立ち…さらば母さん!                                     | 三条陸     | 康村諒            | 高山秀樹   | 坂本聖一          | Nam Yeul Baik   | 中村光毅   | 11月26日        |
| 4    | 行くぜ! ダリウス突入作戦                                 | 三条陸     | うえだひでひと    | 広嶋秀樹   | 梨澤孝司          | 袴田祐二 大塚健 | 吉田智子   | 12月3日         |
| 5    | おれたち悪者!?                                           | 三条陸     | 泉明宏            | 泉明宏     | 手島勇人          | 石田慶一        | 中村光毅   | 12月10日        |
| 6    | どうする!? 出撃不能!!                                    | 三条陸     | 中島豊 入好さとる | 細田雅弘   | 高橋晃            | 榎本勝紀        | 清水まこと | 12月17日        |
| 7    | 激突! 誇り高き決闘                                       | 隅沢克之   | 中村哲治          | 中村哲治   | 直井正博          | 加野晃          | 中村光毅   | 12月24日        |
| 8    | 史上最小の強敵                                           | 古怒田健志 | 山田徹            | 山田徹     | 山﨑展義          | 牟田口裕基      | 吉田智子   | 2006年 1月14日  |
| 9    | 明日に向かって撃て!                                      | 三ツ浦孝   | 勝間田具治        | 佐々木真哉 | 高瀬言            | 田村勝之        | 中村光毅   | 1月21日         |
| 10   | ルルの危機! 海底の恐怖!!                                 | 長谷川圭一 | 入好さとる        | 広嶋秀樹   | 今木宏明          | 梨澤孝司        | 清水まこと | 1月28日         |
| 11   | 激震!! 将軍ノーザ襲来!                                   | 隅沢克之   | 泉明宏            | 泉明宏     | 手島勇人 石田慶一 | 金阪秀行        | 中村光毅   | 2月4日          |
| 12   | 命がけ!? 禁断の逆転技                                    | 三条陸     | 細田雅弘          | 中島豊     | 高橋晃            | 榎本勝紀        | 吉田智子   | 2月18日         |
| 13   | 衝撃! キャプテンは父さん!?                               | 三条陸     | 大塚健            | 古賀豪     | 西田達三          | 大塚健          | 中村光毅   | 2月25日         |
| 14   | 遊園地バトル! ローサの休日                               | 長谷川圭一 | 細田雅弘 大塚健   | 細田雅弘   | 山﨑展義          | 牟田口裕基      | 清水まこと | 3月19日         |
| 15   | 危険な逃亡者!! 父さんの手がかり!                         | 古怒田健志 | 入好さとる        | 広嶋秀樹   | 直井正博          | 梨澤孝司        | 中村光毅   | 3月26日         |
| 16   | 包囲網突破! リーと女豹!                                  | 三条陸     | 芝田浩樹          | 芝田浩樹   | 高橋晃            | 榎本勝紀        | 吉田智子   | 4月2日          |
| 17   | 敵か味方か!? 危険な新戦力!                               | 三条陸     | 中村哲治          | 中村哲治   | 石川修            | 大塚健          | 中村光毅   | 4月9日          |
| 18   | 超兵器! ダリウスの切り札                                 | 三条陸     | 細田雅弘          | 吉田泰三   | 山崎健志 山崎展義 | 井上善勝        | 清水まこと | 4月16日         |
| 19   | 新皇帝の罠! ガイキング処刑!!                             | 古怒田健志 | 入好さとる        | 広嶋秀樹   | 今木宏明          | 梨澤孝司        | 中村光毅   | 4月23日         |
| 20   | ミニミニマシン! 秘宝争奪猛レース!!                       | 隅沢克之   | 中島豊            | 中島豊     | 高橋晃            | 榎本勝紀        | 吉田智子   | 4月30日         |
| 21   | 占い的中100%!? ズバリ言うルル!!                          | 長谷川圭一 | 古賀豪            | 古賀豪     | 直井正博          | 大塚健          | 中村光毅   | 5月7日          |
| 22   | 燃えろ3バカ!! 奪われたガイキング!!                       | 三ツ浦孝   | 大塚健            | 久城りおん | 大坪幸麿          | まさひろ山根    | 秋山健太郎 | 5月14日         |
| 23   | サコン脱走!? 静（シズカ）に迫る暗殺部隊!!                | 三条陸     | 細田雅弘          | 細田雅弘   | 山﨑展義          | 山﨑展義        | 清水まこと | 5月21日         |
| 24   | 戦場を駆けるピンクのカバ!! アイドルは誰だ?               | 井上敏樹   | 芝田浩樹          | 中島豊     | 榎本勝紀          | 榎本勝紀        | 中村光毅   | 5月28日         |
| 25   | 地獄に堕ちたクルーども! アイドルは君だ!!                 | 井上敏樹   | 大塚健            | 広嶋秀樹   | 大籠之仁          | 大張正己        | 吉田智子   | 6月4日          |
| 26   | 悪夢の序曲! よみがえる大地魔竜!!                         | 三条陸     | 入好さとる        | 吉田泰三   | 三井寿 阿部恵美子 | 井上善勝        | 中村光毅   | 6月11日         |
| 27   | 暴かれた黒い過去! ガリス哀しみの仮面!!                   | 長谷川圭一 | 中島豊            | 中島豊     | 直井正博          | 梨澤孝司        | 秋山健太郎 | 6月25日         |
| 28   | 罪と罰と呪いの子! 愛憎の天空魔竜!!                       | 長谷川圭一 | 大塚健            | 広嶋秀樹   | 渡部圭祐          | 大塚健          | 清水まこと | 7月9日          |
| 29   | 食らえ必殺のフルコース! 最後に笑うサスページ!!           | 古怒田健志 | 古賀豪            | 古賀豪     | 榎本勝紀          | 榎本勝紀        | 中村光毅   | 7月16日         |
| 30   | 二代目は13歳! 総力戦だぜキャプテン・ルル!!               | 三条陸     | 細田雅弘          | 細田雅弘   | 山﨑展義          | 牟田口祐基      | 吉田智子   | 7月23日         |
| 31   | 見よ! 讃えよ! ひざまづけ! 荒神（あらがみ）グレート降臨!! | 三条陸     | 大塚健            | 広嶋秀樹   | 椛島洋介          | 大塚健          | 中村光毅   | 7月30日         |
| 32   | 武器ナシ弾ナシ親友アリ! 二人ぼっちの地上戦!!             | 三条陸     | 入好さとる        | 三塚雅人   | 直井正博          | 梨澤孝司        | 秋山健太郎 | 8月6日          |
| 33   | さよなら純情! ちょい不良（ワル）ハートに火をつけろ!!     | 古怒田健志 | 中島豊            | 中島豊     | 高橋晃            | 榎本勝紀        | 清水まこと | 8月13日         |
| 34   | NEXのはらわた!! 狼の街に天使の接吻（くちづけ）を…        | 長谷川圭一 | 吉田泰三          | 吉田泰三   | 阿部恵美子        | 井上善勝        | 中村光毅   | 8月20日         |
| 35   | 大虐殺! 大展開!! 神よ、帝都が沈む…                       | 隈沢克之   | 大塚健            | 広嶋秀樹   | 直井正博          | 大塚健          | 吉田智子   | 8月27日         |
| 36   | 再会・裏切りの父! こんなに愛してるのにぃぃッ!!           | 古怒田健志 | 古賀豪            | 中島豊     | 今木宏明          | 椛島洋介        | 中村光毅   | 9月3日          |
| 37   | 息子よ                                                   | 長谷川圭一 | 入好さとる        | 三塚雅人   | 榎本勝紀          | 榎本勝紀        | 秋山健太郎 | 9月10日         |
| 38   | みんな、燃えろ                                           | 三条陸     | 大塚健            | 広嶋秀樹   | 石野聡            | 大塚健          | 中村光毅   | 9月17日         |
| 39   | 君の地球・君の未来                                       | 三条陸     | 細田雅弘          | 細田雅弘   | 山﨑展義 山﨑健志 | 大塚健          | 清水まこと | 9月24日         |

## 放送局
玩具・文具・菓子メーカー、出版社、大手広告代理店などとのコラボレーションとスポンサードによる主に未就学児から小学校低学年の児童を対象とした販促型作品（子供向けアニメの項目も参照）ではなかったため、全国ネットではなく、当初はテレビ朝日単局で放送された。
放送開始から約半年後、BS朝日と一部の系列ローカル局で放送されたが、結果的に地上波放送は平成新局2局に留まり、日本教育テレビ（NET）時代に開局した老舗局（1975年にネットチェンジで加入した朝日放送テレビを含む）では本放送終了後を含む遅れネットが行われず、さらに中京広域圏・関西広域圏での県域独立UHF局への放映移譲も実施されなかった。
また放送当時はBSデジタル放送対応受像機・チューナー・レコーダーが開始初期で高価だったことや、地上デジタル放送が未実施の地域が多かったこともあり、機器類の普及率が少なく、地上波放送のない地域では視聴が困難な人も多かった。さらにスポーツ中継などの特別番組が組まれた場合、時間の変更や休止となることがあった。
| 放送局         | 放送期間                       | 放送日時                                                       |
| -------------- | ------------------------------ | -------------------------------------------------------------- |
| テレビ朝日     | 2005年11月12日 - 2006年9月24日 | 土曜 10:50 - 11:20（#1 - #13） 日曜 6:30 - 7:00（#14 - #39）   |
| BS朝日         | 2006年4月4日 - 2007年1月21日   | 火曜 19:00 - 19:30（#1 - #31） 日曜 16:30 - 17:00（#32 - #39） |
| 琉球朝日放送   | 2006年5月14日 - 2007年3月4日   | 日曜 6:00 - 6:30                                               |
| 愛媛朝日テレビ | 2007年2月 - 同年12月           | 土曜 6:30 - 7:00                                               |

## ゲーム関連における『ガイキングL.O.D.』
本作の直接的なゲーム化作品はこれまで特にないが、シミュレーションRPG「スーパーロボット大戦シリーズ」には本作に登場するキャラクター・ロボットが何回か登場しており、『スパロボ学園』以外では、いくつかのストーリーエッセンスも組み込まれている。
スーパーロボット大戦K（ニンテンドーDS・バンダイナムコゲームス／バンプレストレーベル）
本作では大空魔竜が序盤から味方部隊の母艦として登場し、地球、もう一つの地球以外にダリウス界が個別の世界として設定されている。もう一つの地球には『ゾイドジェネシス』の世界観が含まれているため、大空魔竜はたびたび大型の竜のゾイドに間違えられる。また、サコンがあらゆる作品のメカ・事象に対し研究・分析を行う中心人物として活躍をしている。
スパロボ学園（ニンテンドーDS・バンダイナムコゲームス／バンプレストレーベル）
ゲーム内に登場する戦闘シミュレーター「スパロボバトル」にキャラクターと機体が登場。
スーパーロボット大戦L（ニンテンドーDS・バンダイナムコゲームス／バンプレストレーベル）
初参戦の『K』と比べると原作再現は少ない（初登場はダイヤとピュリアが地上へ飛ばされる所から〈32話に当たる部分。ただし、この時点でガイキング・ザ・グレートへの合体はまだ行っていない〉）が、前作で未登場のカイキンクやレベッカ（本作ではヴェスターヌの副官として大地魔竜に搭乗）、キョーコが登場している。
ロボットガールズZ ONLINE（PC向けブラウザゲーム・USERJOY JAPAN）
2014年9月のアップデートでトリプルガイキング、バルキングを萌え擬人化した「トリプルガイちゃん」「バルちゃん」が登場。この縁で、下述のDVDコレクションの特典として出演声優によるドラマCDが収められる。
スーパーロボット大戦X-Ω（スマートフォン向けアプリ・バンダイナムコエンターテインメント）
2020年8月の期間限定参戦作品としてダイヤとガイキング・ザ・グレートが登場。

## 映像ソフト化
- 2006年5月21日 - 2007年2月21日にDVDが発売。全10巻で各巻4話(Vol.1は2話,Vol.10は5話)収録。
- 2015年1月9日 - 2月13日にDVDコレクションが発売。全2巻でvol.1は1話から18話まで、vol.2は19話から39話までと「大空魔竜ガイキングNeo」を収録。

## ネット配信
- 放送20周年を記念して、YouTube「東映アニメーションミュージアムチャンネル」で2025年4月7日から同年6月17日までの予定で、平日限定6:30より2週間の期間限定で無料配信が行われた（「ガイキング占い」や、最終回でのご挨拶も）。